# おはようパーソナリティ道上洋三です
『おはようパーソナリティ道上洋三です』（おはようパーソナリティどうじょうようぞうです）は、1977年3月28日から2022年3月25日（金曜日）までの45年間にわたって、朝日放送ラジオ（ABCラジオ）が毎週月曜日- 金曜日の6:30 - 9:00に放送していた生ワイド番組。
朝日放送テレビ（ABCテレビ）常勤顧問・エグゼクティブアナウンサー（当時）の道上洋三による冠番組で、平日版の『おはようパーソナリティ』シリーズとしては第2代の番組に当たることから、「おはパソ」という通称が広く用いられていた。
本稿では、2014年10月に放送を開始した派生番組（2019年9月までは基幹局を中心としたJRN10局ネット番組）で、当番組終了後の2022年3月26日以降も2023年4月1日まで毎週土曜日の7:00 - 7:30で放送を続けていた『道上洋三の健康道場』（どうじょうようぞうのけんこうどうじょう）および、2023年4月8日からの後継番組『Sunstar presents　浦川泰幸の健康道場プラス』（サンスタープレゼンツ　うらかわやすゆきのけんこうどうじょうプラス）についても記述する。

## 概要
1971年（昭和46年）4月 から1977年（昭和52年）3月まで放送された『おはようパーソナリティ中村鋭一です』の後継番組で、2017年（平成29年）3月28日（火曜日）に放送開始から40年目に到達。1992年（平成4年）と1997年（平成9年）には、日本民間放送連盟賞のラジオ生ワイド部門で優秀賞を受賞している。キャッチフレーズは「朝はいつも、新しい」。
阪神タイガースが勝利した翌日（土・日曜日に勝利した場合には翌週月曜日）の放送中に、同球団のファンである道上が「六甲おろし」を熱唱することが特徴。放送35周年を迎えた2012年（平成24年）時点では、毎日70 - 80万人のリスナーに聴かれていた。また、8時台の裏番組に当たる『ありがとう浜村淳です』（毎日放送）との間で、長年にわたって関西圏におけるラジオ聴取率のトップを争っていた。
朝日放送が現在の社屋（大阪市福島区）へ本社機能を移転した2008年（平成20年）6月以降は、同社屋13階のラジオ第2スタジオから放送することが多かった。また、祝日・祭日と重なる平日を中心に、年に数回のペースで公開生放送やスタジオの外からの全編生中継を実施している。
1980年代には、自動車電話を搭載した移動中継車「テレッカー」からの無線電話による街かどレポート（当時のリポーターで後のアシスタント・高野あさおの項目も参照）などのコーナーがあった。また、1990年代には一時、居住地の歴史・文化・最新事情に詳しいリスナーを「タウンリポーター」として採用。道上との電話を通じて、定期的にリポートを送らせていた。
なお、道上が夏季休暇や体調不良による療養などで休演する場合には、後輩のアナウンサーや朝日放送（ラジオ）他番組のパーソナリティが代演している。この場合にも『おはようパーソナリティ道上洋三です』というタイトルで放送するため、代演者は放送上「『おはようパーソナリティ道上洋三です』、ピンチヒッターの○○です」と名乗っていた。

## 道上の体調不良と番組の終焉
道上は2021年9月11日（土曜日）に脳梗塞を発症してから、投薬治療を兼ねた入院を経て、リハビリ専門の施設が備わった病院へ転院。脳梗塞を発症する前のように右足を動かすことや発話することが難しい状況にありながらも、体調の回復に向けてリハビリを続けている。もっとも、退院までの時期が見通せない事態に至っているため、翌週（13日）以降の放送では朝日放送テレビから他のアナウンサーが日替わりでパーソナリティ代理を務めていた（詳細後述）。
番組スタッフがこのような状況で道上の家族などと協議を重ねたところ、「道上の体調が今後回復しても、（2021年度の時点で1日当たり）2時間半にわたる当番組の生放送へ高齢（脳梗塞を発症した時点で78歳）の身で週に5日臨むことをお願いするのは厳しい」との結論に至ったことから、道上を脳梗塞の治療に専念させるべく当番組のパーソナリティを2022年の3月末で卒業させることを決断。2021年12月20日（月曜日）の放送中に、その旨がパーソナリティ代理の伊藤史隆（代演の時点では朝日放送テレビのアナウンサー）から発表された。
2022年1月18日には、朝日放送ラジオ代表取締役社長の岩田潤が、道上のパーソナリティ卒業を機に当番組自体を終了することを朝日放送グループの新春社長会見で正式に発表した。岩田によれば、自身より20歳以上先輩に当たる道上を『おはようパーソナリティ』シリーズから卒業させることは「つらい決断」だったと述べている。
なお、『おはようパーソナリティ道上洋三です』というタイトルでの放送は、2022年3月25日（金曜日）で終了。同日までは、朝日放送テレビのアナウンサー（伊藤・小縣裕介・古川昌希など）による代演体制を事実上継続する。また、放送45周年記念企画の一環として進めていたものの、道上の脳梗塞発症を境に中断していた『虹へ』（45周年記念テーマソング）の制作プロジェクトを3月2日（水曜日）から再始動。道上が発症の前に作っていた歌詞へ沼光絵理佳（当番組と縁の深いピアニスト）が付けたメロディーに、いがらしあみ（2020年10月5日から道上のアシスタントを務めてきたオフィスキイワード所属のフリーアナウンサー）・パーソナリティ代理のアナウンサーをはじめ、道上と関係の深い人々の歌唱を収録した音源やリスナーから寄せられた歌唱音源（2022年3月16日まで公式サイトで募集）を組み合わせたうえで、伊藤がパーソナリティ代理を務める3月21日（月曜日・春分の日）放送分で初めて披露した（詳細後述）。中邨雄二がパーソナリティを代行する3月22日（火曜日）・23日（水曜日）には、当番組45年の歴史を過去の音源で振り返る特別企画を放送している。
最終回は、小縣といがらしのコンビで生放送を進行。道上の登場は叶わなかったものの、道上の妻（道上が当番組で「クマさん」と称していたフリーアナウンサーの熊谷瞭子）が音声で寄せたメッセージを通じて、道上が45年の節目に「おはようパーソナリティ」を卒業することを2021年の初頭から検討していたことが初めて明かされた。そして小縣は、「毛筆でしたためた」という道上への「送辞」をエンディングパートで朗読した後に、道上へのエールを交えながら『六甲おろし』（道上が放送中にたびたび歌っていた阪神タイガースの球団歌）を独唱することによって45年間の放送を締めくくった。
その一方で、日刊スポーツ新聞西日本では、「感謝状　道上洋三殿」と銘打った全面特集を最終回当日の大阪本社発行版（25面）に掲載。当番組へ定期的に出演していた寺尾博和編集委員が当番組の歴史を物語るエピソードを資料写真と合わせて紹介したほか、最後のプロデューサーであった小川鉄平をはじめ、当番組や道上と縁の深い人物から多数のコメントが寄せられた。また、朝日放送ラジオの『R→933』（ノンDJ・ノントークスタイルの音楽番組）では、当番組から生まれた楽曲の特集を最終回当日の深夜（3月26日未明の3:30 - 4:15）に放送している。

### 『おはようパーソナリティ』シリーズの継続
2022年3月28日からは、『おはようパーソナリティ』というタイトルを残しつつ、月 - 木曜日と金曜日でパーソナリティとアシスタントを別々に立てる体制へ移行。『おはようパーソナリティ小縣裕介です』として放送される月 - 木曜日には、小縣をパーソナリティへ正式に起用する一方で、いがらしが引き続きアシスタントを担当する。一方の金曜日には、4月1日から『おはようパーソナリティ古川昌希です』をスタート。古川がパーソナリティ、去来川奈央（松竹芸能所属のフリーアナウンサー）がアシスタントを務める。小縣・古川とも平日版としては第3代の「おはようパーソナリティ」に当たるが、パーソナリティを曜日別に2人で分担する体制を導入することは、『おはようパーソナリティ』シリーズ史上初めてである。
朝日放送ラジオでは、道上の体調が回復した場合に、2022年4月以降に『おはようパーソナリティ』シリーズ以外の番組（事前収録番組である『道上洋三の健康道場』など）へ迎える方針を立てている。また、小縣はスポーツアナウンサーでもあるが、同月以降も金 - 日曜日から（週5日の勤務を基調に朝日放送テレビが設けている社内規定に沿って）1日を「（パーソナリティとの）二刀流」と称してスポーツ中継の実況・リポートに充当。『おはようパーソナリティ小縣裕介です』初回放送の前日（2022年3月27日・日曜日）にも、『ABCフレッシュアップベースボール』（朝日放送ラジオのプロ野球中継）の実況アナウンサーとして、阪神タイガースのレギュラーシーズン開幕カード第3戦（京セラドーム大阪で組まれた東京ヤクルトスワローズとのデーゲーム）中継を担当した。

## 出演者
- 道上洋三（パーソナリティ、元朝日放送テレビアナウンサー）[15][16][17][18][19][20]
  - 学生時代に陸上競技の選手であったことから、当番組では、ホノルルマラソン（1981年・2000年）、上海国際マラソン（1987年、いずれも生放送との連動企画）やマスターズ陸上の予選会（2009年）へ出場させるなどの挑戦企画を随時実施[21]。1984年ロサンゼルスオリンピックの開幕直前（同年7月）には、近代オリンピック史上初めて大会委員会で販売された聖火ランナーの権利を番組側で購入したことから、現地からの生中継を兼ねて聖火ランナーを務めた[22]。
  - 日本国内で新型コロナウイルスへの感染が拡大している2020年には、4月20日（月曜日）から5月22日（金曜日）まで、兵庫県伊丹市内の自宅からスカイプを介して全編に出演（放送上の呼称は「テレワーク」）[23][24]。出演開始の前には「朝日放送に入社して55年、自宅から番組に出ることになるとは世の中わからないもの」というコメントを残した[24]ほか、出演期間中には、スタジオから15km離れた自宅からの「テレワーク」にちなんだ番組PR用のスポットCMが新たに作られた。
  - パーソナリティとしては、2021年9月10日（金曜日）放送分まで出演。実際に出演した期間は40年以上で、「初代おはようパーソナリティ」の中村鋭一（6年間）を大きく上回っていたが、翌11日に脳梗塞を発症してからは出演を見合わせていた。
- いがらしあみ（第13代アシスタント、オフィスキイワード所属のフリーアナウンサー、2020年10月5日 - 2022年3月25日）

### 歴代のアシスタント
☆：一般公募から起用
| 歴代     | アシスタント名 | 放送上の愛称     | 担当期間                      |
| -------- | -------------- | ---------------- | ----------------------------- |
| 初代     | 池田生子       | アイアイ         | 1977年3月 - 1978年9月         |
| 二代目   | 岩井恵子☆      | ベティ           | 1978年10月 - 1979年9月        |
| 三代目   | 唐川満知子     | お花ちゃん       | 1979年10月 - 1985年3月        |
| 四代目   | 安井牧子☆      | マキちゃん       | 1985年4月 - 1986年9月         |
| 五代目   | 川田恵子       | お恵（けい）さん | 1986年10月 - 1989年3月        |
| 六代目   | 秀平真由美     | マユミちゃん     | 1989年4月 - 1992年3月         |
| 七代目   | 竹島麻里子☆    | タケ坊           | 1992年4月 - 1993年3月         |
| 八代目   | 高野あさお     | あさおちゃん     | 1993年4月 - 1998年10月2日     |
| 九代目   | 秋吉英美       | エミちゃん       | 1998年10月5日 - 2011年4月1日  |
| 十代目   | 久野愛☆        | キューちゃん     | 2011年4月4日 - 2014年3月28日  |
| 十一代目 | 吉田詩織       | しおり姫         | 2014年3月31日 - 2018年3月30日 |
| 十二代目 | 野村朋未       | ノンちゃん       | 2018年4月2日 - 2020年10月2日  |
| 十三代目 | いがらしあみ   | あーみん         | 2020年10月5日 - 2022年3月25日 |

初代の池田生子は、前番組の『おはようパーソナリティ中村鋭一です』から引き続き出演（朝日放送〈当時〉とのアシスタントとしての出演契約が残っていたため）。放送時期によっては、リスナーからアシスタントや愛称を公募することがある。道上の著書『ふたつめの誕生日　おはようパーソナリティ道上洋三の「なんで?」』（2014年、ワニブックス）によれば、オーディションの最終選考では、「こどもの詩」（小学生の詩や作文を小学校名・氏名とともにアシスタントが代読するコーナー）を想定した原稿の朗読が大きな決め手になるという。
当番組の前にも複数のラジオ番組に出演していた川田は、歴代のアシスタントで唯一、筆記試験で100点満点を記録。歴代最長の12年半にわたってアシスタントを務めた九代目の秋吉は、歴代のアシスタントで唯一、出演期間中に結婚した。さらに2011年1月4日の当番組で、第1子の懐妊と同年5月の出産予定を自ら発表。出産への準備を機に、同年4月1日の放送で番組を卒業した（後に2児を出産）。
一般公募から「リスナーの代表」として秋吉の後任に採用された久野は、道上より47歳年下。出演開始時点では、歴代最年少（20歳）・史上初の平成生まれアシスタントであった。
十一代目の吉田は、当番組のディレクターを4年間担当した後に結婚・出産。スタッフ時代から、「眠り姫」という愛称でリスナーに知られていた。元々アナウンサーを志望していたことに加えて、ディレクター時代に「おはパソ天体専門官」として放送でリポートを担当したことなどから、道上がアシスタントに指名した。スタッフ経験者からのアシスタント起用や、子育て中の女性の起用は、いずれも当番組史上初めて。アシスタントに起用されてからは、「『眠り姫』では朝の（番組の）イメージに合わない」という理由で「しおり姫」と呼ばれている。当初は2017年4月改編で卒業する予定だったが、2017年度に放送開始40周年記念企画（後述）を1年間にわたって実施することなどを背景に、道上やスタッフからの要望で出演期間を1年間延長している。
当番組が放送開始40周年記念を迎えた2017年には、10月9日（月曜日・体育の日）に市立吹田サッカースタジアムで公開生放送を実施。当時のアシスタントである吉田に加えて、公の活動から退いている岩井・2013年に逝去した川田を除く歴代のアシスタント8名と、一般企業に勤務する川田の長女が特別に出演した。さらに、放送終了後には、吉田と歴代アシスタント全員による座談会を収録。11月12日（日曜日）には、以上の音源などで構成された『おはようパーソナリティ道上洋三です40周年記念特別番組〜遠くまできたね!40年 こころ合わせて40年〜』が、朝日放送で13:00 - 15:00に放送された。
十二代目の野村は、当番組からの卒業翌週（2020年10月5日）から、『おはよう朝日です』第1部（同日から新設される5:00 - 6:30のパート）のニュースナレーターを担当。朝日放送グループが制作する平日早朝の生放送番組に引き続き携わる。
十三代目のいがらしあみ（本名：五十嵐愛生）は、西宮市立西宮高等学校への在学中に、硬式野球部でマネジャーを経験。当番組では、2020年の道上・野村の夏季休暇期間後半にもアシスタントを任されていたため、期間中には「アミーゴ」という愛称で呼ばれていた。当番組の終了後も、月 - 木曜日に『おはようパーソナリティ小縣裕介です』で初代のアシスタントを2023年3月30日（木曜日）放送分まで務めている。
なお、最終回当日（2022年3月25日）の『日刊スポーツ』大阪本社発行版に掲載された「感謝状　道上洋三殿」には、歴代のアシスタントから初代の池田（掲載上の名義は「月嶋紫乃」）と八代目の高野がコメントを寄せた。

## 放送時間
- 1977年3月28日 - 1989年3月31日  7:15 - 9:30
- 1989年4月3日 - 1999年3月26日  6:30 - 9:00
  - 独立番組として7:00 - 7:15に放送されていた『朝日新聞ニュース（現在のABCニュース）』を当該時間帯に内包したうえで、放送枠を拡大。
- 1999年3月29日 - 2003年9月26日  6:30 - 8:30
  - 8:30から『東西南北 龍介がゆく』を編成していた関係で、放送枠を短縮。
- 2003年9月29日 - 2022年3月25日 6:30 - 9:00（いずれもJST）
  - 『東西南北 龍介がゆく』の終了を機に、2時間半の放送枠が復活。この放送枠は、後継番組の『おはようパーソナリティ小縣裕介です』『おはようパーソナリティ古川昌希です』でも踏襲される。

元日が平日であった年の対応は後述。1994年以降の毎年1月2日・3日には、朝日放送ラジオで午前8時前から東京箱根間往復大学駅伝競走中継（文化放送制作）のネット受けを実施するため、録って出し形式の短縮版を放送するか番組自体を休止していた。
毎年8月に開催される全国高等学校野球選手権大会では、準々決勝までの期間で第1試合の開始を8:00（または8:30）に予定している日に、当番組の放送終了時間を繰り上げていた。ラジオでの実況中継を優先するための措置だが、この場合にも、「こどもの詩」までのレギュラーコーナー（後述）を通常どおり放送。予定されていた全ての試合の中止が放送中までに決まった場合や、第1試合の開始を9:00以降にまで遅らせる場合や、大会の休養日と重なる場合には通常の全編生放送へ切り替えていた。

## 番組終了時点でのタイムテーブル
公式サイト内の「番組の流れ」 を基に作成。生放送番組のため、コーナーの放送時間を変更したり、コーナーを休止したりすることがあった。

「」内に記したコーナー名は、実際に放送で使われている名称。

以下に記す「道上」「アシスタント」には、特記しない限りパーソナリティ・アシスタントの代演者を含む。

コーナーについては、特記しない限り、月 - 木曜分を『おはようパーソナリティ小縣裕介です』・金曜分を『おはようパーソナリティ古川昌希です』でスポンサーごと継承。

### 6時台
- 6:30　オープニング

「おはようパーソナリティ、道上洋三です」という番組タイトルの読み上げが道上の挨拶を兼ねていたため、アシスタントは最初の担当日を除いて、道上に続いて「おはようございます」とだけ言っていた。ただし、道上以外の人物（○○）がパーソナリティを務めた場合には、「『おはようパーソナリティ、道上洋三です』。ピンチヒッターの〇〇です。おはようございます」とまで述べていた。
上記の挨拶に続いて、道上を中心に、私事やスポーツの話題を日替わりで披露。2018年10月以降は、放送中にリスナーから募集するメッセージのテーマを決めていた。テーマについては、この時間帯での話題や話の流れ、道上・アシスタント・番組スタッフの言動などから決めることが多かったが、道上が何の脈絡もなく唐突に決めることもあった。
高野以降のアシスタントは、最初のCMに入る直前で、道上と声を揃えて「よろしくお願いします!」と挨拶するのが定番だったが、秋吉がアシスタントになって以降は、この挨拶を割愛することが多くなった。
オープニングと「今日の朝刊」との間のCMは、日によってスポンサーが一定していなかった。
- 6:40　今日の朝刊

アシスタントが放送日の空模様に関するコメントを述べた後に、「おはようパーソナリティ道上洋三です」という番組クレジットを告げてから、道上がコーナータイトルの代わりに「朝刊です」と言うことで本編を開始。放送日の一般紙朝刊の1面から、道上が私見を交えながら注目の記事を取り上げる。当コーナーで伝え切れなかった場合には、7時台のフリーゾーンにまで持ち越す。実際には、オープニングパートで道上が10分以上にわたって私事を話すことが多く、このパートでメッセージのテーマを告知するようになってからは当コーナーを短縮しがちであった。
オリンピックなど国際的なスポーツイベントで日本代表の選手やチームが目覚ましい活躍を見せたことが朝刊で報じられた場合には、関連する記事の紹介にほとんどの時間を費やしていた。その一方で、『日本経済新聞』に掲載の記事は一切取り上げず、道上自身が「難しい」と感じた記事（主に経済関連）が一面に来た場合には往々にして「読んで下さい」などというコメントで切り上げていた。
『日本経済新聞』以外の全国紙で1面トップ記事が全て異なる場合には、各紙のトップ記事を1本ずつ取り上げることが多かった。また、選挙の結果に関する記事を紹介する場合には、選挙結果より投票率を重視する傾向があった。
2021年には、武田和歌子がアシスタントの代理を務めていた期間（7月19日 - 30日）から道上が休演するまで、アシスタントが記事を紹介していた。道上が休演に入ってからは、（武田を含めた）後輩のアナウンサーがパーソナリティ代理を交互に務めている関係で、当該アナウンサーが記事を取り上げていた。
- 6:50　「ABC天気予報」

基本として、札幌・東京・福岡・大阪の当日の空模様を紹介。一時は、朝日放送と契約しているウェザーニューズ所属の気象予報士が日替わりで出演していた。
月・火曜日：梅本佳奈（2007年4月 - 2009年3月。2007年3月までは古川孝子が担当）、水 - 金曜日：服部浩充（ウェザーニューズ在籍中の2009年3月まで担当）
2009年4月6日からは、この時間に気象予報士が出演しない代わりに、アシスタントが天気予報の原稿を読む。秋吉のアシスタント時代の後期（2009年6月 - 2011年3月）には、上記の都市に加えて、（放送日の朝刊などで話題になっている）海外の一つの都市の天気予報を日替わりで伝えていた。
- 6:53　「おでかけインフォメーション」

交通情報全般を扱うコーナー。最初に、朝日放送ラジオの平日生ワイド番組で最も早く、日本道路交通情報センターから担当者が最新の道路情報を伝えていた。その後で、アシスタントが当番組のスタジオから、関西圏の航空便・鉄道の発着情報を入れた。鉄道の遅延・道路の事故渋滞に関する情報については、リスナーから寄せられた電子メールを道上が紹介することも多かった。
- 6:55　「おはよう朝一番」

放送開始までにハガキ・電子メール・FAXで届いたリスナーからのメッセージを紹介する。かつては、紹介されたメッセージを投稿したリスナーに、当コーナー限定のプレゼントを進呈していた。
コーナースポンサーを一新した2012年10月からは一時、タイトルコールの後に、20秒のスポットCMを1本挿入。CM明けに道上がスポンサーからの「お知らせ」を伝えてから、ハガキ・メール・FAXを紹介していた。

### 7時台
- 7:00　時報

2012年4月からは一時、事前に応募したリスナーから毎回1人に向けて、道上と当時のアシスタント・久野が時報の後に「○○さん（○○は番組側で選んだリスナーの苗字）、おはようございます」と呼び掛けていた（8:00の時報明けでも実施）。
- 7:00　「おはようメッセージ」

メール・FAXによるメッセージテーマを毎回告知。2018年1月までは、この時間帯にテーマを決めていた。テーマは、オープニングで話題に上った道上・アシスタント・番組スタッフの行動や、「おはよう朝一番」内でのトークの流れから決めることが多かった。同年2月からは、オープニングでメッセージテーマを決めるようになったため、この時間帯に改めてテーマを告知している。
2014年度までは、武田薬品がコーナースポンサーに付いていた関係で、当時の同社の主力商品であったアリナミンをコーナー名に冠していた（2008年9月までは「アリナミンVおはようメッセージ」→ 以降は「アリナミンVおはようメッセージ」）。また、当日のテーマに応じてメッセージを送ったリスナーから、毎回抽選で1名に「アリナミンV」1ケース50本入りを進呈。当選者をエンディング付近で発表していた（後述）。
秋吉がアシスタントを務めていた時期には、当時のコーナー名「アリナミンVおはようメッセージ」のキャッチフレーズにちなんで、タイトルコールの前に必ず「今日も一日ブイッと行こう」と言っていた。また、朝日放送ラジオ全体で電話によるメッセージの受付を廃止する2009年4月3日までは、電話でもメッセージを受け付けていた（後述）。
道上のパーソナリティ卒業・番組の終了まで2ヶ月を切った2022年2月1日（火曜日）からは、「おはパソと私」という特別企画をこの時間に編成。「当番組との思い出」をテーマにリスナーから寄せられたメッセージの一部をパーソナリティ代理のアナウンサーが紹介したほか、リスナーからのリクエストに応じる格好で、当番組から誕生した楽曲を1日につき1曲流していた。さらに、道上が脳梗塞を発症する前から執筆を進めていたエッセイが『拝啓、おふくろ』というタイトルで同月24日（木曜日）に光文社から発売されたことを受けて、発売の直前にはパーソナリティ代理のアナウンサーが『拝啓、おふくろ』の一節を朗読している。
- 7:05　「ABCニュース」

基本として、道上の後輩に当たる朝日放送テレビのアナウンサーが出演。前枠で『朝も早よから　芦沢誠です』（月 - 木曜日）『朝も早よから　桂紗綾です』（金曜日）の放送を開始した2019年1月以降は、芦沢誠が月 - 木曜日、桂紗綾が金曜日の本番終了後に、8時台を含めて担当していた。
当番組のスタジオから伝える7時台のみ、担当のアナウンサーがニュースを読んだ後に、道上からの呼び掛けに応じる格好でフリートークを展開することが特徴（緊急時を除く）。『サクサク土曜日　中邨雄二です』（2012年1月から土曜日の7 - 9時台に放送中の生ワイド番組）でも、7時台の「ABCニュース」を、当番組と同様の構成で放送している。もっとも、当番組での担当者が芦沢と桂に固定されてからは、基本としてニュースの前後にフリートークを挟まなくなった。
2012年9月29日（金曜日）までの朝日放送（当時）では、当番組を含めて、ラジオで平日午前6時〜11時台に放送される定時ニュースで担当アナウンサーを固定。放送上「ニュースデスク」と称していた（詳細はABCニュース#担当者を参照）。この期間にも7時台のみ、道上がニュースの合間にコメントをはさんだり、「ニュースデスク」と短めのクロストークを展開したりしていた（緊急時を除く）。
2012年10月1日から2018年12月28日放送分までは、朝日放送→朝日放送テレビのアナウンサーが、平日午前7時〜11時台のシフト勤務の一環として日替わりで担当。一時は、7時台も報道ブースからストレートニュースだけを放送していた。
- 7:10　「ABC天気予報」

2009年4月から半年間は、この時間にのみ清水とおる（気象予報士）が出演。以降は、6時台と同様に、アシスタントが天気予報の原稿を読んでいた。
この時間の天気予報では、「今週のお天気ミュージック」として、ヒット曲などのインストゥルメンタル1曲を1週間共通のBGMとして放送。そのため、アシスタントは、天気予報を伝えた後にBGMの曲名・アーティスト名を紹介している。2021年3月までは、後述する8時台の天気予報でも同様の趣向を施していた。
- 7:13　「ABC交通情報」
- 7:15　フリーゾーン

放送日に発行された新聞の朝刊に掲載された記事から、気になる話題を1つ取り上げる。番組からのお知らせやミニ企画（後述）に充てられることも多く、道上の休演期間中には、道上が当コーナーのみ電話で出演した。
扱う話題によっては、その話題に詳しい専門家・ジャーナリストとの電話インタビューを放送する。吉田をアシスタントに起用してからは、経済関連（主に新しい商品・サービス）のトピックスを随時伝えるようになった。
毎月最初の放送日には、「〜月の暦」を必ず放送。季節に応じた複数のBGMを流しながら、道上が向こう1ヶ月間の暦や主な行事・イベントの予定を紹介していた。
- 7:25　「スポーツの話題」

詳細は後述。『おはようパーソナリティ小縣裕介／古川昌希です』への移行後も放送を続ける。
- 7:40　リスナーからのメッセージ紹介

「おはようメッセージ」での告知に応じたリスナーからのメッセージの一部を紹介。放送日によっては、「スポーツの話題」の続きに充てることがあった。
- 7:45　8時台の予告

久野の後任で吉田がアシスタントに就任した2014年度から新設。後述する「話のダイジェスト」の概要やゲストを紹介するほか、放送終了までの残り時間を告知することもあった。『サクサク土曜日　中邨雄二です』でも、同年度から8時前に同様のコーナーを編成。
2002年9月までは、7:46 - 7:56頃に、1社提供・企画ネット形式の内包コーナーとして「東芝今朝一番」を放送していた。
- 7:50　「ABC交通情報」
- 7:53　「ABC天気予報」

2009年4月上旬までは、朝日放送（当時）の平日の生ワイド番組でも最も早く、この時間に「トヨタ街かどお天気交差点」（トヨタ自動車の単独提供）を放送。当日6時台の「ABC天気予報」に出演していた気象予報士が、スタジオから引き続き天気予報を伝えていた。スポンサーの交代を機に、「ABC天気予報」へ改称。同年10月4日放送分からは、全曜日にわたって、この時間にのみ清水が出演していた。清水は俳句や歳時記の愛好家でもあることから、主な放送対象地域である関西地方が異常気象（台風や豪雨など）に見舞われている場合や、放送の時点で異常気象が予想される場合を除いて、放送日の天候に見合った俳句や歳時記の一節も紹介。
- 7:55　「こどもの詩（うた）」

1982年から放送されているコーナーで、小学生から寄せられた作文から、毎日1編をアシスタントが代読。作文を読まれた小学生には、5000円分の図書カードと、代読の模様を録音したCD（かつてはカセットテープ）を進呈している。
当コーナーの母体は、『おはようパーソナリティ中村鋭一です』時代から放送されていた「こどもの心」。基本として子役による朗読を収録した音源を流していたが、毎週水曜日のみ、採用された子供本人が生放送で電話越しに作文を朗読していた。
1児の母である吉田がアシスタントに就任した2014年4月からは、当コーナーの母親版として、「ママの詩」をリスナーから募集。前述のフリーゾーンや、後述の「話のマーケット」で随時紹介していた。同年5月26日からは、父親版に当たる「愛しのオトン日記」も、フリーゾーンで一時放送していた。
当番組最終回の1日前（2022年3月24日＝木曜日）には、小学生時代に自身の作文が「こどもの心」「こどもの詩」で取り上げられたリスナーの現状を、放送当時の音源とともに紹介する特別企画を「おはようメッセージ」と「話のダイジェスト」（後述）で放送。朝日放送ラジオの局内にはコーナー初期の同録音源が残されていないため、放送に際しては、紹介を希望するリスナーには上記媒体の提供を呼び掛けていた。

### 8時台
- 8:00　「話のダイジェスト」（後述）

『話題のアンテナ 日本全国8時です』（朝日放送ラジオが加盟するJRNのネットワークセールス番組）の企画ネットによる日替わりの特集コーナーで、同番組のCMのみ放送。2009年3月までは、「スポーツの話題」の直後に編成していた。
- 8:20　「健康道場」

日替わりコーナーで、火曜日の「リスナー道場」以外は、健康に関する話題を取り上げる関係で医師が電話で出演することが多い。「リスナー道場」では、投稿したメッセージが紹介されたリスナーに、コーナースポンサーのサンスター製の健康食品を進呈する。『道上洋三の健康道場』の放送を開始した2014年10月以降も継続。
- 8:25　インフォマーシャル

2009年3月までは、この時間から8:35頃まで「話のハイウェイ」（トヨタ自動車とトヨタディーラーの1社協賛による企画ネットコーナー）を放送していた。同社の協賛終了（2009年4月）を機に、「話のマーケット」の放送枠を、8:10頃からこの時間帯にまで移動。JRNが別のスポンサーで企画ネットを復活させた同年10月からは、同コーナーが企画ネット枠になった。
- 8:30　「ABCニュース」（2009年3月までは8:20頃に放送）
- 8:35　「ABC天気予報」（2009年3月までは8:22頃に放送）

2013年から淀川製鋼所と並んで「スポーツの話題」のスポンサーに付いていた牛乳石鹸共進社が、2021年4月1日（木曜日）放送分からこの時間帯での単独提供（「スポーツの話題」は淀川製鋼所の単独提供）へ移行したことを機に、沼光絵理佳（ピアニスト）のアレンジ・ピアノ演奏による「牛乳石鹸のうた」が「お天気ミュージック」に使われている。
- 8:40　「ABC交通情報」（6時台の「おでかけインフォメーション」と同じ構成）
- 8:45　「私とモノのストーリー」（2021年10月1日 - 2022年3月25日）

2021年7月に期間限定で放送していたスポンサー付きの企画をレギュラー化。リスナーにとって大切な「モノ」（思い出の品）に関するエピソードを募集したうえで、毎回1つのエピソードを沼光によるピアノ演奏のBGM（2022年3月7日から最終回までは『虹へ』）に乗せて紹介していた。当番組の最終回に合わせて終了。
2021年9月までは、基本として「話のマーケット」を編成。2009年3月までは8:00頃に放送されていて、新刊本・雑誌の特集記事を取り上げるなど、もっぱら身近な話題を取り上げていた。道上が詳しくない流行現象や人気施設に関する情報については、アシスタントが実際に取材したり、関連の記事を紹介したりすることがあった。一時休止と放送時間帯の変更を経て、2015年度からこの時間帯で復活。復活後は、当日のテーマに沿ったリスナーからのメッセージを紹介していた。
- 8:50　「ジャパネットたかたラジオショッピング」（2011年4月 - 、『おはようパーソナリティ小縣裕介です／古川昌希です』でも継続）

他のラジオ番組と同様に、ジャパネットたかた本社（長崎県佐世保市）のラジオスタジオから、担当者が中継で出演。創業者の髙田明も、同社の経営から退くまで、プレゼンター（商品紹介役）の1人として随時登場していた。
道上と（放送時点での）アシスタントによるタイトルコールを収録した音源を、本人が休演している日にもオープニングで流している。かつては、この時間帯に「おはパソ探偵局」を放送。
- 8:55　「おはパソ風水占い」（2021年4月1日 - 2022年3月25日）

道上が卒業した日本大学の単独提供コーナーとして新設。当番組へ折に触れて出演している張真紀（風水師）が風水占いを基に導き出した放送当日の「開運行動」と「問題行動」を、アシスタントが1つずつ紹介していた。当番組の最終回に合わせて終了。
上記の経緯から、当初は「日本大学　おはパソ風水占い」というタイトルを付けていて、本編に続いて日本大学のCMを放送していた。2022年に入ってから日本大学が提供を自粛したことに伴って、「おはパソ風水占い」に改称したほか、日本大学に代わってACジャパンのCMを流していた。
7時台に「アリナミンV（→アリナミン）おはようメッセージ」を放送していた2014年度までは、この時間に「今朝のアリナミンV（→アリナミン）は?」を放送。「おはようメッセージ」のプレゼント当選者を発表するとともに、コーナーの最後に、アシスタントの声による「アリナミンV（→アリナミン）」のインフォマーシャルを放送していた。インフォマーシャルには事前収録の音源を使用していたため、公開生放送の日やアシスタントの休演期間中にも、音源をそのまま流していた。
武田薬品がスポンサーから離れた2015年度以降は、月替わりのプレゼントを用意したうえで、「おはようメッセージ」投稿者への抽選を継続。プレゼントの当選者を、この時間帯に発表していた。
- 8:57　エンディング

後続番組のパーソナリティー（月 - 木曜日には『ドッキリ!ハッキリ!三代澤康司です』の三代澤康司・金曜日には『横山太一のピカイチ☆ブランチ!』の横山太一）に向けて、道上がコメントを残すことが特徴。放送日によっては、このようなコメントを割愛することがあった。
- 8:59　番組終了

## 主なコーナー
通常は、以下のコーナーを対象に、放送済み音源のオンデマンド配信を実施していた（詳細後述）。

### 「スポーツの話題」
『おはようパーソナリティ中村鋭一です』時代からの名物コーナーで、日本プロ野球（NPB）シーズンの放送では、阪神の試合結果によって内容・構成が変わる。その一方で、NPBのオフシーズンには放送時間を短縮。後半部分を、当日のテーマに沿ったメッセージの紹介や、当番組や朝日放送ラジオに関連する企画・イベントの告知に充てることが多い。『おはようパーソナリティ小縣裕介です』『おはようパーソナリティ古川昌希です』でも継続。
放送前日（月曜日の放送では前週の土・日曜日）に阪神が勝った場合には、アシスタントが提供クレジットを読んでから、「第○回、阪神タイガース劇場!」と道上が絶叫。ファンファーレ（2014年度から2016年度までの3シーズンはサバイバー「アイ・オブ・ザ・タイガー」の前奏）を合図に、コーナーを始めていた。その後で、『ABCフレッシュアップベースボール』からの実況中継のダイジェスト音源を織り交ぜながら、道上が阪神選手の活躍を講談調に伝えた。途中にはさまれるCMの前には、「われらが国歌 六甲おろし!」という決め言葉ともに、「六甲おろし」のBGMを放送。そのBGMを伴奏に、道上が歌い始める。放送日によっては、通常では球場では披露されない3番以降も歌う。ちなみに、アシスタントはサビだけを歌唱。秋吉がアシスタントを務めた時期には、往々にしてBGMとずれる音程が、当コーナーの名物になっていた。当番組の後期には、「六甲おろし」を歌い終えると同時に、道上・アシスタント・スタッフがジェット風船（阪神の代表的な応援グッズ）をスタジオの中で飛ばすという趣向を加えていた。

2022年3月1日（火曜日）から最終回（3月25日）までは、このような経緯を背景に、阪神タイガースが（25日夜から開幕するレギュラーシーズンの主催試合チケット発売告知を兼ねて）コーナースポンサーに加わっていた。また、最終回当日の『日刊スポーツ』大阪本社発行版へ掲載された「感謝状　道上洋三殿」には、この年限りで阪神の一軍監督職を退任することを春季キャンプの直前に表明していた矢野燿大、当番組へ折に触れて出演していた阪神OBの江夏豊、当日の時点で朝日放送テレビの野球解説者を務めている阪神OBの吉田義男・真弓明信・桧山進次郎がコメントを寄せた。ちなみに、江夏が西武ライオンズからの退団（1984年）を経てメジャーリーグ（MLB）への挑戦を表明していた1985年の初頭には、当番組で壮行会の生放送を実施している。

NPBのシーズン中に道上やアシスタントの代役で出演するアナウンサーやタレントも、放送前日に阪神が勝利した場合には「六甲おろし」を披露。歌声に加えて、出演期間中に披露する回数（多いほど阪神が好調）も代役の焦点になっていた。

2020年には、新型コロナウイルス感染拡大の影響でNPBレギュラーシーズンの開幕が3月20日から6月19日（いずれも金曜日）に延期されたことから、道上の「テレワーク」期間中から「六甲おろし数珠つなぎ」という特別企画を実施。道上を筆頭に、上記の事情で活動の休止・縮小を余儀なくされているプロの音楽家9名が、道上のスタジオ復帰後の6月11日（木曜日）まで「数珠つなぎ」（電話やスカイプによるリレー）方式で「六甲おろし」を披露した（同月12日に総集編として「『六甲おろし数珠つなぎ』の数珠つなぎ」を放送）。道上の「テレワーク」2日目（同年4月21日放送分）に宮本亜門が電話で出演した際に、「上を向いて〜SING FOR HOPE プロジェクト」（自身がSNS上で主宰する舞台関係者の動画リレープロジェクト）を紹介していたことから着想した企画で、平時であれば「六甲おろし」を敬遠するはずの巨人ファンが思わず落涙するほど大きな反響を呼んだ

「六甲おろし数珠つなぎ」には、岡田圭三がトランペット、稲本渡（わたる）がクラリネット、大島弥洲夫（やすお）がオーボエ、井上登紀がフルート、片岡リサが和琴、宮本妥子（やすこ）がマリンバ、沼光絵里佳がピアノ、細谷公三香（ほそたに　くみこ）がチェロ、世古宗優（せこむね　ゆう）がホルンの演奏で参加。6月14日（日曜日）には、当番組へ折に触れて出演していた丸谷明夫（大阪府立淀川工科高等学校名誉教諭・全日本吹奏楽連盟理事長）の指揮で、「六甲おろしラララオーケストラ」と称して合奏（コメディ、カラオケ、クラシカルの3バージョン）をスタジオで収録した。当番組では、その音源を開幕当日（6月19日）の当コーナーで放送。さらに、開幕前後の放送で実施した「タイガース六甲おろし 数珠繋ぎクイズ」（開幕からのロード15連戦における阪神の勝敗をリスナーに予想させるクイズ）でのプレゼント向けに、全バージョンの音源を盛り込んだCDを数量限定で製作した。
クラシカルバージョンは、開幕後に道上などが「六甲おろし」を斉唱する際のBGMにも使用。ピアノの演奏で参加した沼光の編曲で、クラシックの著名な楽曲13曲のメロディーや、阪神主催試合の7回裏開始前に開催球場で流れる「ラッキー7」のBGMを織り込んでいる。その一方で、コメディバージョンの序奏部には、『Someone Stole My Gal』（「よしもと新喜劇」のオープニングテーマ曲）のメロディーを用いている。沼光はこの企画がきっかけで、2021年4月から8時台の天気予報で流れている「牛乳石鹸のうた」の編曲や、放送45周年記念テーマソング『虹へ』の作曲も担当。
NPB全日程終了後の12月14日（月曜日）には、「おはパソラララオーケストラ　クリスマスコンサート」を18:00からいずみホールで開催。チケットが発売開始から5分で完売したため、インターネット向けのライブ動画配信と、公演当日の深夜からクリスマス当日（12月25日）までのアーカイブ動画配信も急遽有料で実施した。アーカイブ配信期間終了の翌日（同月26日＝土曜日）には、『おはパソラララオーケストラ　年末コンサート』と題して、コンサートのダイジェスト番組を朝日放送ラジオで15:30 - 17:00に放送。
丸谷は「クリスマスコンサート」にも指揮者として途中まで出演していたが、開催から1年近く経った2021年12月7日（火曜日）に、膵頭部がんのため76歳で逝去した。当番組では丸谷の訃報を受けて、開催から丸1年に当たる同月14日の「話のダイジェスト」で、丸谷への追悼特集を急遽編成。当日は脳梗塞で入院加療中の道上に代わって中邨雄二がパーソナリティを務めていたため、2人の後輩でクラシック音楽への造詣が深い堀江政生（いずれも当日の時点では朝日放送テレビのアナウンサー）を進行役に立てたうえで、沼光がピアノ、大阪府立淀川工科高校の吹奏楽部員時代に丸谷の指導を受けていた稲本がクラリネットをスタジオで演奏した。

「『六甲おろし』」を歌い終えると同時にスタジオでジェット風船を飛ばす」という趣向は、新型コロナウイルスへの感染拡大防止策の一環で、2020年シーズンから自粛されていた。阪神球団は甲子園球場や京セラドーム大阪での主催試合でも観客に自粛を呼び掛けているが、当コーナーでは、スポーツアナウンサーでもある伊藤史隆が道上に代わってパーソナリティを務めた2021年10月4日（月曜日）放送分で復活。前日（3日）に阪神が中日ドラゴンズ戦（甲子園）で「スイープ」（カード3連勝）を果たしたことを受けての復活で、伊藤がこの試合をラジオ中継（『ABCフレッシュアップベースボール』）で実況していたことから、「自身の実況からハイライトの音源が流れた後に『六甲おろし』を3番まで歌い切る」という番組史上初の演出も為された。

CMを放送した後は、道上が阪神以外の日本プロ野球球団の試合結果（スコア、責任投手、本塁打）や、中止になった試合を紹介。道上でも分からない選手名については、アシスタントや番組スタッフがその場で「プロ野球選手名鑑」などの資料で確認していた。
阪神が負けた場合には、道上がぼやきや八つ当たり気味に試合の感想を話した後に、試合結果を淡々と紹介していた。かつては阪神選手を罵倒する内容の発言も聞かれたが、リスナー・関係者から抗議が相次いだことを機に、実況音源における（朝日放送グループ以外の放送局を含む）実況アナウンサーや解説者の発言を面白おかしく弄るようになった。
2010年6月30日放送の当コーナーでは、前日に阪神甲子園球場であったナイトゲーム（阪神タイガース対中日ドラゴンズ戦）において、道上・秋吉が実況したシーンの収録音源を流した。このシーンは、道上をゲストに招いた『ABCフレッシュアップベースボール』枠の中継（実況担当は伊藤）に入らなかったものの、道上が当コーナーで「予言者」と称する有田修三（放送時点では朝日放送〈当時〉野球解説者）が解説役として同席。試合の途中からは、有田も実況に挑戦した。ちなみに道上は、朝日放送へ入社してから数年間、スポーツアナウンサーとしてラジオでの野球実況も経験している。
（選手を含む）阪神が好調の場合や、阪神に優勝の可能性が出てきた場合には、期間・ハガキ限定のリスナー予想企画（優勝決定日やチームの月間本塁打数など）を実施。予想の的中者から、抽選でプレゼントを進呈していた。
「六甲おろし」は特別な場合に歌われることも多く、阪神が勝った場合に、その試合の経過や同球団選手の活躍を「朝ごはんのうた」（当番組から生まれたオリジナルソング、後述）や「いい湯だな」などの替え歌で紹介することもあった。その一方で、阪神が放送前日の試合に勝っても、試合内容や上位球団とのゲーム差などに道上が納得しない場合には「六甲おろし」をあえて歌わなかった。このような場合に、「阪神タイガース『喝!』劇場」と勝手に題名を変えて、阪神の不甲斐ない戦い振りへ怒りを露わにしたこともある。その一方で、道上とアシスタントは、以下のように阪神以外のプロ野球球団の応援歌も随時披露している。
阪神が終盤の急失速で読売ジャイアンツ（巨人）にセントラル・リーグの優勝をさらわれた2008年には、終盤まで阪神の優勝を予想してきた道上への罰ゲームとして、巨人の優勝決定直後（10月13日）に当コーナーで「第1回読売ジャイアンツ劇場」を放送。番組スタッフから巨人のレプリカユニフォーム・応援グッズを身に付けさせられた道上が、巨人の健闘を称えるメッセージを連呼したり、涙ながらに巨人の球団歌「闘魂こめて」を1番から3番まで歌ったりする羽目になった。
道上が当コーナーで広島東洋カープ（広島）を「阪神の友好球団」と称するあまり、阪神が広島との対戦を控えた日の放送で「阪神が負けたら広島の応援歌（それ行けカープ 〜若き鯉たち〜）を翌日の放送で披露する」と公約したところ、阪神の敗戦によってその公約を実行したことが少なからずある。
阪神がセントラル・リーグ4位でクライマックス・セ進出の可能性を絶たれた2011年10月には、パシフィック・リーグでの優勝によってクライマックス・パ第2ステージへの進出が確定した福岡ソフトバンクホークスの応援歌「いざゆけ若鷹軍団」を、道上と久野が熱唱したことが数回あった（日本シリーズ制覇翌日の同年11月21日放送分など）。この背景には、当時の番組スタッフにホークスファンがいたことにもよる
2013年10月22日（火曜日）の当コーナーでは、前夜のクライマックス・パ ファイナルステージ第4戦で東北楽天ゴールデンイーグルスが創設9年目での日本シリーズ初進出を決めたことを祝うべく、同球団の公式応援歌「羽ばたけ楽天イーグルス」を道上と久野が披露した。

プロ野球のシーズンオフ期間中には、野球に限らず、マラソンなどの陸上競技やラグビーなども紹介。関西地方出身のスポーツ選手の兄弟姉妹や親がメッセージを寄せることも多く、大畑大介や大崎悟史のように、出演者ばかりか本人も「おはパソファミリー」と称する選手もいた。2020年までは、期間中の2月に道上・アシスタント・番組スタッフが阪神の春季キャンプ地を訪問。キャンプ地からの全編生中継で放送を進めたり、帰阪後の放送でキャンプの模様を紹介したりしていた。
オリンピック・FIFAワールドカップの開催期間中は、朝日放送テレビから開催地へ派遣されたスポーツアナウンサーが、当コーナーの後半か「話のダイジェスト」で電話リポートを入れていた。
野球以外の話題によっては、サッカーに詳しい「ガッチ（小縣）」などのスポーツアナウンサーや、当番組と縁の深いスポーツ関係者（伊東浩司など）が当コーナーへ電話で出演。ソチオリンピックの期間中には、朝日放送（当時）からアナウンサーを派遣しない一方で、日本代表の選手・チームが出場した注目の競技を取り上げる場合にジャパンコンソーシアム所属のアナウンサーによる選手へのインタビュー音源を流していた。
プロ野球シーズン中の火曜日には、前日（月曜日）にNPBの公式戦を実施すること自体少ないため、日刊スポーツ新聞西日本大阪本社の寺尾博和編集委員が当コーナーにスタジオや電話で出演。プロ野球シーズン中の他曜日やオフシーズンも、NPBレギュラーシーズンの開幕を間近に控えている場合や、プロ野球関連で大きな動きが報じられた場合に随時登場していた。
第13代アシスタントのいがらしあみは関西地区の学生野球（高校野球・大学野球）の事情に詳しく、在任期間中の当コーナーでも、学生野球の最新情報を随時はさんでいた。また、2021年4月以降の中央競馬のG1レースシーズン中（春季・秋季）の金曜日には、横山太一（朝日放送テレビのアナウンサーで当時はスポーツも担当）が『横山太一のピカイチ☆ブランチ!』の本番前に当コーナーへ出演。横山の出演は2020年10月から「ジョッキー・ルーム」（朝日放送ラジオの競馬情報番組）のナビゲーターも務めていることによるもので、放送の2日後（翌週日曜日）に開催されるG1レースを対象に、馬番連勝の予想を披露していた。

### 「話のダイジェスト」
2009年3月までは、当コーナー　→「話のマーケット」→「話のハイウェイ」の順に放送。同年4月以降は、当コーナーの直後に「話のマーケット」を組み込んでいた。現在は、当コーナーの放送時間を拡大するとともに、「話のハイウェイ」「話のマーケット」で放送していた企画・特集を当コーナーへ集約。「話のマーケット」時代からのレギュラーゲスト（高石ともや・原田大二郎・張真紀など）をはじめ、各界の著名人・有識者・専門家がスタジオや電話で出演することもあった。

「話のハイウェイ」では、主に時事問題を扱っていた関係で、放送日のテーマに応じて政界関係者・企業経営者・有識者・専門家が随時登場。「話のマーケット」では、話題の本や雑誌を随時紹介していた。2011年9月6日（火曜日）放送分からは、放送中に紹介した本の情報を、番組公式サイト内の 「今日の本　紹介」ページ で放送終了後から公表

朝日放送がアナウンサーを採用した年には、かつて新人研修の責任者を務めていた道上の発案で、6月下旬（または7月上旬）の木曜日に新人アナウンサーが「話のマーケット」で自己紹介を兼ねてラジオ番組への初出演を果たしていた

「話のマーケット」時代から、レギュラーゲストとして、高石ともや・原田大二郎・張真紀などがスタジオに出演。長らく読売テレビの番組で天気予報の解説を務めていた小谷純久（気象予報士）は、日本気象協会関西支社に勤務していた時期から、折に触れて「話のマーケット」に登場していた。また、10年ほど前までは、ギタリストの古川忠義が金曜日にレギュラーゲストで出演。ギターで生演奏を披露したり、道上にギターの弾き方を教えたりしていた。
最終回当日（2022年3月25日）の『日刊スポーツ』大阪本社発行版へ掲載された「感謝状　道上洋三殿」には、当コーナーへ定期的に出演していた著名人・有識者・専門家を代表して、高石・加藤登紀子・桂文珍・鎌田實・佐渡裕・元村有希子・松村邦洋・平原綾香がコメントを寄せている。

## 主なトピックス

### ホノルルマラソンへの挑戦（1981年・2000年）
学生時代に短距離走やハードルの選手として実績を残しながら、日本大学在学中の故障で選手生活を断念した道上が、常連ゲストでマラソンランナーとしても知られる高石ともやの勧めで挑戦。当番組への公募を経て選ばれた130人のリスナーと共に参加した。当時まだ番組パーソナリティとしての自信を持てず毎朝のように番組を続けることへの葛藤と闘っていた道上にとっては「『おはパソ』の原点」と言える企画で、当番組史上初めて、日本国外からの公開生放送も実施した。
公開生放送については、「日本時間（7:15）での放送開始までに道上が完走する」という想定の下に、ゴール地点のカピオラ二・パークを会場に設定していた。しかし、道上が26km付近で歩き始めたため、放送開始に間に合わないことが判明。そのため、生放送の開始当初は、アシスタントとして同行していた唐川が急遽単独で進行する羽目になった。結局、道上は放送開始からおよそ30分後に完走（記録は6時間39分45秒）。道上のゴールインを見届けた唐川は、「道上さんが生きて帰ってきました!!」と叫ぶと、思わず道上にしがみついてしばし号泣したという。
ちなみに、道上は2000年12月11日（日本時間）にも、高石や当時アシスタントだった秋吉と共にホノルルマラソンを完走。前述した初挑戦の時と同じく、完走後にはカピオラ二・パークからの公開生放送に臨んだ。ただし、秋吉のゴールタイムが6時間50分43秒であったのに対して、道上のタイムは自身の初挑戦の時より50分遅かった（7時間29分00秒）。この時には、道上が放送時間内にゴールへ到達しない事態に備えて、スポーツアナウンサーの伊藤史隆もホノルルに同行。道上に代わって現地からの生中継の進行を単独で始めたところ、上記の事態が実際に起こったことから、結果として全編にわたってパーソナリティ代理を務めている。

### 瀬戸内サイクロソン（1982年）
道上が自転車で移動しながら生中継に臨んだ企画で、3月29日から4月2日まで実施。道上の地元・山口県平生町の町役場を出発点に、高松市（香川県）、鳴門市（徳島県）、淡路島、西宮市（いずれも兵庫県）を経由したうえで、当時大阪市大淀区にあった朝日放送の本社まで5日がかりで移動した。
当時の番組スタッフは、前年（1981年）に道上がホノルルマラソンを完走したことを受けて、道上をトライアスロンに挑戦させることを計画。当初は、上記の企画に、ドーバー海峡か明石海峡での遠泳を組み合わせる予定だった。しかし、元々水泳が苦手な道上の身の安全を保障できないことがスタッフの事前調査で判明したため、遠泳を断念。結局、道上の背中に中継用の無線機、ヘルメットにマイクを装着したうえで、自転車をこぎながら喋り続ける企画に変更した。
道上によるトライアスロンへの挑戦は以降も実現していないが、道上自身は2001年に、専門家によるトレーニングの下で泳力を向上。同年12月13日には、室内プールながらクロールで1kmの距離を単独で泳ぎ切った模様を、伊藤史隆の実況で放送した。もっとも、ゴールタイムが30分03秒82というタイムであったことから、伊藤は「ひとりで泳ぎ、競争もせず、こんなに遅いスイマーを（スポーツアナウンサーとして）実況したのは初めてです」というコメントで実況を締めくくった。

### 全日本有線放送大賞の新人賞を受賞（1984年）
唐川がアシスタントを務めていた1984年には、道上と唐川のデュエットによるオリジナルの楽曲「さそわれて大阪」を3月10日にリリース。4万枚の売上を記録するほどのヒットによって、1983年度の全日本有線放送大賞新人賞を受賞した。当時は『11PM』（読売テレビ制作日）の中で大賞の発表と表彰式を実施していたため、受賞の際には、道上・唐川とも同番組に出演している。ちなみに、この時に最優秀新人賞を受賞したのは、前年末（1983年11月21日）に「夢芝居」でレコードデビューを果たした梅沢富美男である。

### 道上洋三の長期休演（2006年・2018年・2021 - 2022年）
道上は2006年7月7日の放送中に、同年7月17日から番組を休むことを明らかにした。病院の検査で右目奥に良性の髄膜腫が見付かったことから、患部の摘出手術を受けることによるもので、1週間以上の長期休演は（夏季休暇を含めても）番組開始以来初めてであった。
道上の休演期間中は、朝日放送（現在の朝日放送テレビ）アナウンサーの三代澤康司・浦川泰幸が、パーソナリティ代理を担当。三代澤が月 - 木曜日、浦川が金曜日に出演したが、番組のタイトルまでは変更しなかった。
道上は、前述した手術が成功したため、2006年8月28日放送分に電話で出演。リスナーへの挨拶を兼ねて、手術の経過を報告した。当初はおよそ3ヶ月間の休演を予定していたが、朝日放送は9月14日に、道上が同月25日の放送から番組に復帰すると発表。翌日（9月15日）には、道上本人が電話を通じてリスナーに報告した。本人は電話出演の翌週（9月18日）から復帰できると言っていたが、医者や周囲の関係者からの勧めで、実際には9月25日から復帰した。当番組での発表によれば、道上の休演期間中には、激励やお見舞いのお便りが1,000通以上、千羽鶴13,000羽、お花・お守り・おはぎ・水ようかん・ゼリーなどのお見舞い・激励の品々が届いたとされる。
なお、道上は復帰後も当番組のパーソナリティを務めていたが、前述の手術でも4～5%程度の髄膜腫が残っていることが2018年の経過診察で判明。髄膜腫の一部が視線を妨げていることから、例年全国高等学校野球選手権本大会の期間中（8月上旬 - 中旬）に取得している2週間の夏季休暇（後述）を延長したうえで、髄膜腫の放射線治療を受けることを6月18日（月曜日）放送分で発表した。このため、7月9日（月曜日）から8月31日（金曜日）まで、当番組を再び休演。休演期間中は、後輩アナウンサーの堀江政生がパーソナリティ代理を務めた。ちなみに堀江は、1997年・1998年にも、道上の夏季休暇中にパーソナリティ代理を担当していた。
道上は当初の予定どおり、2018年9月3日（月曜日）放送分から出演を再開。休演期間中に鹿児島県指宿市へ滞在しながら、同市内のがん粒子線治療研究センターで髄膜腫の陽子線治療を受けていたことを明かした。さらに、「身体のメンテナンス」という名目で、2021年2月22日（月曜日）から再び入院。同日から26日（金曜日）までは、後輩アナウンサーの中邨雄二がパーソナリティ代理を務めた。中邨は『サクサク土曜日　中邨雄二です』（土曜日の7:30 - 10:00に放送中の生ワイド番組）のパーソナリティで、17日（水曜日）から定時ニュースや『ラジオで虎バン!』（19日＝金曜日）のスタジオ進行（本来担当している後輩のスポーツアナウンサー・高野純一の代理）も担当していたため、27日の『サクサク土曜日』まで10日連続で朝日放送ラジオの生放送番組へ出演している。
しかし、道上は2021年9月11日（土曜日）の午前中に自宅で脳梗塞を発症。救急車で病院に搬送された後に、投薬治療を目的に急遽入院したため、当番組を同月13日（月曜日）放送分から休演していた。脳梗塞と診断された時点で道上の生命には別状がないものの、退院までの時期が見通せないことから、休演期間中は以下のアナウンサーをパーソナリティ代理に立てている（◎は代演の時点で現職のスポーツアナウンサー）。このような事情から、同年11月1日（月曜日）以降の放送分では一時、「道上さん応援ハガキ」をリスナーへの記念品に追加。さらに、例年番組ぐるみで1ヶ月分の撮影に臨んでいる「ABCラジオカレンダー」の2022年版とは別に、「道上洋三カレンダー」（当番組で過去に撮影された道上の写真を用いた週替わり方式の卓上式カレンダー）を番組スタッフが独自に製作。希望するリスナーから抽選で100名に進呈した。
道上には脳梗塞を発症する前のように発話できる目途が立っていないため、他のアナウンサーのリレー方式による代演体制は最終回まで続けられた。また、番組の終了まで2ヶ月を切った同年1月31日（月曜日）以降の放送では、道上に向けたメッセージを「私とおはパソ」と称してリスナーから募集。寄せられたメッセージの一部を放送中に随時紹介したうえで、全てのメッセージを道上に届けている。
なお、朝日放送ラジオが創立70周年を迎えた2021年11月11日（木曜日）には、当日のパーソナリティ代理者である横山の進行で、「道上洋三とABCラジオ」という3部構成の特別企画を7時台と8時台に放送。その一環として、当番組の放送済み音源の一部を使用した。
その一方で、当番組のスタジオがある大阪府内で2022年に入ってから新型コロナウイルスへの感染が再び拡大していることを受けて、同年1月20日（木曜日）以降は番組のスタッフを2班に分けたうえで放送。小縣がパーソナリティを務めていた2月25日放送分では、『おはようパーソナリティ小縣裕介です』を月 - 木曜分・『おはようパーソナリティ古川昌希です』を金曜分の後継番組として編成することが小縣から発表されたほか、『 - 古川昌希です』から古川とアシスタントの去来川奈央をスタジオに迎えている。
また、最終回当日の『日刊スポーツ』大阪本社発行版へ掲載された「感謝状　道上洋三殿」には、パーソナリティ代理を務めた朝日放送テレビのアナウンサーを代表して伊藤と中邨がコメントを寄せた。伊藤・中邨は1985年の朝日放送（旧法人）入社組で、道上が採用面接から入社後のアナウンス研修まで担当していた。

#### 道上が脳梗塞を発症してから『おはようパーソナリティ』シリーズを卒業するまでのパーソナリティ代理者
| 期間 | 期間          | 月曜日     | 火曜日     | 水曜日     | 木曜日     | 金曜日      |
| 年   | 日付          | 月曜日     | 火曜日     | 水曜日     | 木曜日     | 金曜日      |
| ---- | ------------- | ---------- | ---------- | ---------- | ---------- | ----------- |
| 2021 | 9/13 - 9/17   | 堀江政生1  | 堀江政生1  | 中邨雄二◎2 | 堀江政生   | 堀江政生    |
| 2021 | 9/20 - 9/24   | 中邨雄二◎2 | 堀江政生1  | 伊藤史隆◎  | 柴田博     | 柴田博      |
| 2021 | 9/27 - 10/1   | 中邨雄二◎2 | 横山太一◎3 | 横山太一◎3 | 横山太一◎3 | 武田和歌子4 |
| 2021 | 10/4 - 10/8   | 伊藤史隆◎  | 横山太一◎3 | 横山太一◎3 | 横山太一◎3 | 武田和歌子4 |
| 2021 | 10/11 - 10/15 | 中邨雄二◎2 | 横山太一◎3 | 横山太一◎3 | 横山太一◎3 | 武田和歌子4 |
| 2021 | 10/18 - 10/22 | 伊藤史隆◎5 | 横山太一◎3 | 横山太一◎3 | 横山太一◎3 | 武田和歌子4 |
| 2021 | 10/25 - 10/29 | 中邨雄二◎2 | 横山太一◎3 | 横山太一◎3 | 横山太一◎3 | 武田和歌子4 |
| 2021 | 11/1 - 11/5   | 伊藤史隆◎5 | 横山太一◎3 | 横山太一◎3 | 横山太一◎3 | 武田和歌子4 |
| 2021 | 11/8 - 11/12  | 中邨雄二◎2 | 横山太一◎3 | 横山太一◎3 | 横山太一◎3 | 武田和歌子4 |
| 2021 | 11/15 - 11/19 | 中邨雄二◎2 | 横山太一◎3 | 横山太一◎3 | 横山太一◎3 | 小縣裕介◎6  |
| 2021 | 11/22 - 11/26 | 中邨雄二◎2 | 横山太一◎3 | 横山太一◎3 | 横山太一◎3 | 小縣裕介◎6  |
| 2021 | 11/29 - 12/3  | 伊藤史隆◎5 | 横山太一◎3 | 横山太一◎3 | 柴田博7    | 小縣裕介◎6  |
| 2021 | 12/6 - 12/10  | 伊藤史隆◎5 | 中邨雄二◎2 | 桂紗綾7    | 柴田博     | 柴田博      |
| 2021 | 12/13 - 12/17 | 伊藤史隆◎5 | 中邨雄二◎2 | 横山太一◎3 | 横山太一◎3 | 小縣裕介◎6  |
| 2021 | 12/20 - 12/24 | 伊藤史隆◎5 | 中邨雄二◎2 | 横山太一◎3 | 横山太一◎3 | 小縣裕介◎6  |
| 2021 | 12/27 - 12/31 | 伊藤史隆◎5 | 中邨雄二◎2 | 横山太一◎3 | 横山太一◎3 | 小縣裕介◎6  |
| 2022 | 1/3 - 1/7     | 伊藤史隆◎5 | 柴田博     | 横山太一◎3 | 横山太一◎3 | 小縣裕介◎6  |
| 2022 | 1/10 - 1/14   | 伊藤史隆◎5 | 中邨雄二◎2 | 横山太一◎3 | 横山太一◎3 | 小縣裕介◎6  |
| 2022 | 1/17 - 1/21   | 伊藤史隆◎5 | 中邨雄二◎2 | 横山太一◎3 | 横山太一◎3 | 小縣裕介◎6  |
| 2022 | 1/24 - 1/28   | 伊藤史隆◎5 | 中邨雄二◎2 | 横山太一◎3 | 横山太一◎3 | 小縣裕介◎6  |
| 2022 | 1/31 - 2/4    | 伊藤史隆◎5 | 中邨雄二◎2 | 中邨雄二◎2 | 横山太一◎3 | 小縣裕介◎6  |
| 2022 | 2/7 - 2/11    | 伊藤史隆◎5 | 柴田博     | 中邨雄二◎2 | 横山太一◎3 | 小縣裕介◎6  |
| 2022 | 2/14 - 2/18   | 伊藤史隆◎5 | 中邨雄二◎2 | 中邨雄二◎2 | 横山太一◎3 | 小縣裕介◎6  |
| 2022 | 2/21 - 2/25   | 伊藤史隆◎5 | 中邨雄二◎2 | 中邨雄二◎2 | 横山太一◎3 | 小縣裕介◎6  |
| 2022 | 2/28 - 3/4    | 伊藤史隆◎5 | 古川昌希8  | 中邨雄二◎2 | 横山太一◎3 | 小縣裕介◎6  |
| 2022 | 3/7 - 3/11    | 伊藤史隆◎5 | 中邨雄二◎2 | 中邨雄二◎2 | 横山太一◎3 | 小縣裕介◎6  |
| 2022 | 3/14 - 3/18   | 伊藤史隆◎5 | 中邨雄二◎2 | 中邨雄二◎2 | 横山太一◎3 | 小縣裕介◎6  |
| 2022 | 3/21 - 3/25   | 伊藤史隆◎5 | 中邨雄二◎2 | 中邨雄二◎2 | 横山太一◎3 | 小縣裕介◎6  |

備考（他の担当番組は代演の時点で表記）
- 1 火曜日には、『おはよう朝日です』の第1部（5時台）でコメンテーターを務めてから当番組に登場。
- 2 土曜日には『サクサク土曜日』のパーソナリティを担当。
- 3 金曜日には『ピカイチ☆ブランチ!』のパーソナリティを担当。
- 4 代演の時点では『道上洋三の健康道場』で道上の「筆頭門下生」（アシスタント）を務めているため、道上の入院中は同番組を単独で進行している（詳細後述）。また、木曜日の午後には『ますだおかだ増田のラジオハンター!』、日曜日の午前中には『武田和歌子…and MUSIC。』（いずれも生ワイド番組）でパーソナリティを担当。

- 5 月曜以外の平日の夜間に、『伊藤史隆のラジオノオト』（本来はナイターオフ期間限定で放送される生ワイド番組）のパーソナリティを担当（放送日は週によって変動）。
- 6 武田和歌子の夫で、土曜日には『小縣裕介のナイスじゃナイト!』のパーソナリティを担当。
- 7 当初は横山太一の担当を予定していたが、横山が家庭の事情で出演を見合わせたため急遽起用。
- 8 土曜日には『古川音座衛門』のパーソナリティを担当。

### 公開放送
当番組では主に番組がスタートした日である3月28日の前後など、随時公開生放送が実施されている。3月28日前後の公開生放送は、その前に葉書で募集がある。場所はABCホールやその周辺のホールであることが多い。公開生放送に来るリスナーは近畿2府4県に限らず、三重や岡山などからもきたり、前日大阪市内に宿泊するリスナーなども。また、前日の午後11時から場所取りのために徹夜したりするリスナーもいる。
阪神タイガースが当時21年ぶりにセ・リーグ制覇を決めた翌朝の1985年10月17日、阪神甲子園球場の1塁側アルプススタンドから公開生放送を行った。なお当初は、未明から朝にかけて、当時大阪市大淀区にあった朝日放送本社から阪神甲子園球場まで提灯行列形式でパレードを実施し、そのまま球場にて公開生放送に臨む計画であったが、警備面の不安からパレードの実行は見送られた。
1992年3月15日（日曜日）午前9時に開始されたAMステレオ放送（現在は終了）の記念すべき最初の番組として、当番組の特別公開生放送がABCホールから行われている。
2002年には番組開始25周年記念事業として「おはようパーソナリティーJapanツアー2002」と題した企画が行われた。まず3月25日 - 29日には滋賀県を除く近畿地方各地を巡回。奈良（奈良市・なら100年会館） → 和歌山（和歌山市・県民交流プラザ 和歌山ビッグ愛） → 京都（京都市東山区・高台寺） → 兵庫（尼崎市・アルカイックホール） → 大阪（ザ・シンフォニーホール）の順に、1日1会場のペースで公開生放送を実施した。さらに、道上と秋吉は、大阪でのツアー終了後に上京。3月30日（土曜日）には『土曜ワイドラジオTOKYO 永六輔その新世界』（当時TBSラジオで放送されていた関東ローカルの生ワイド番組）に揃って出演すると、2日後の4月1日（月曜日）には、当時芝公園（東京都港区）にあった朝日放送東京支社内の「ABC会館」を舞台に、在京の阪神タイガースファンなどを集めて公開生放送を実施した。
そして阪神タイガースが優勝した2003年と2005年には、優勝決定翌朝に公開生放送を実施した。マジックが点灯した時点で観覧者募集をかけて抽選で選ばれた阪神ファンが見ることができた。
2006年の道上休演中もABCポケットパークから三代澤、浦川が揃って公開生放送をした。道上復帰後は、大泉緑地（堺市）から道上が公開生放送を行った（早朝かつ大阪市内でないにもかかわらず、4,000人のリスナーが駆けつけた）。

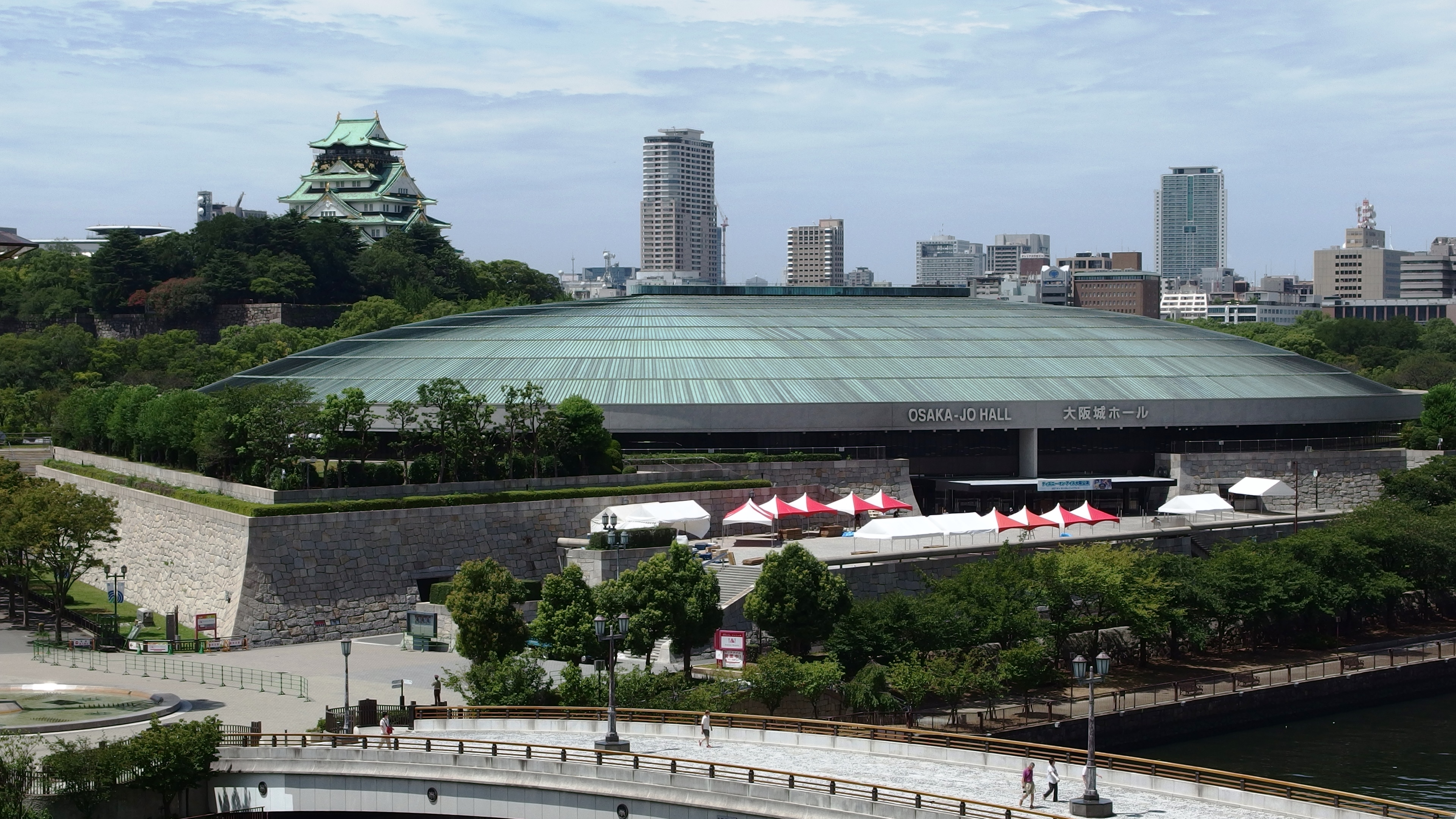
2007年に「1万人の六甲おろし」イベントを行った大阪城ホール

2007年3月21日には、30周年記念公開生放送「1万人の六甲おろし」合唱が大阪城ホールで行われた。葉書であらかじめ応募する必要がなく、会場に行くだけで公開生放送を見ることができた。当日は、早朝から会場前には番組を見ようとするリスナーの長蛇の列が出来、早朝にもかかわらず大阪城ホール最寄り駅のJR大阪環状線・大阪城公園駅に向かうリスナーが殺到したために、JR大阪環状線などの電車が満員状態での運行となった。番組開始15分後の午前6時45分頃には会場は満員札止めとなり、収容限界ぎりぎりの約1万2,000人が公開生放送を見学した。また、会場近くまで来たものの入場できなかったリスナーも約3,000人いたが、放送上の合間を使って道上自ら大阪城ホールの外まで出向き、入場できなかったリスナーに直接詫びた。
放送開始33年目を迎えた2010年3月19日には、阪神OBの吉田義男（朝日放送野球解説者）・田淵幸一（当時のOB会会長）をゲストに迎えて「33周年記念公開生放送」を、当時リニューアル工事を終えたばかりの阪神甲子園球場の一塁側内野スタンドに設けた放送ブースから、同球場からでは25年ぶりに公開生放送を実施。内野席の一部を無料で開放したところ、早朝にもかかわらず3,000人を超えるリスナーが集まった。当日の放送では、「タイガース劇場」のファンファーレを合図に、同球場のウグイス嬢が道上の予想による阪神の2010年開幕戦スターティングメンバーを試合さながらに紹介。道上・吉田・田淵で阪神の展望を語り合ったほか、集まったリスナーが参加できる特別企画として、同年度の日本シリーズのチケットを賭けた○×クイズ「33周年記念おはパソクイズ!日本シリーズへ行きたくないか?!」を実施した。ちなみに道上は、「阪神と北海道日本ハムファイターズが日本シリーズで対戦する」との予想の下にチケットを用意したが、同年度には両チームとも日本シリーズに進出できなかった。
放送開始35年目に当たる2012年には、5月4日（金曜日）にホームズスタジアム神戸で、番組史上最大規模の公開生放送を実施。スタンドを無料で開放したことに加えて、スタジアム付近を通る神戸市営地下鉄海岸線が特別ダイヤで列車を増便させたこともあって、祝日（みどりの日）の早朝にもかかわらず1万2,000人以上のリスナーが集まった。ゲストは、バイマーヤンジン（チベット出身・日本在住の歌手）と丸谷明夫（大阪府立淀川工科高等学校吹奏楽部顧問）。8時台の後半には、丸谷の指揮で同部の学生がカーペンターズのメドレーを演奏したほか、吹奏楽をバックに道上・久野とリスナーが「六甲おろし」を大合唱。バイマーヤンジンによる童謡「故郷」の歌唱で、生放送を締めくくった。ちなみに、生放送の開始当初はスタジアムの可動屋根を閉めていたが、7時台の途中から屋根を開放。放送でも道上が、その模様を伝えている。
放送開始40年目に当たる2017年には、10月9日（月曜日・体育の日）に、市立吹田サッカースタジアムで公開生放送を実施。同スタジアムからのラジオ番組の公開生放送は、2016年2月14日のグランドオープン以来初めてであった。当日は、スタンドを無料で開放したことから、開場時間が早朝5:00だったにもかかわらず7,800人以上のリスナーが参加。高石ともや・吉田義男・松村邦洋をゲストに迎えるとともに、丸谷明夫の指揮で、大阪府立淀川工科高等学校吹奏楽部のOBから選ばれた67人が「カーペンターズ・フォーエバー」や「乾杯 (長渕剛の曲)」を演奏した。公開生放送のエンディングには、放送時点でのアシスタントであった吉田に加えて、岩井・川田を除く歴代アシスタント8名も勢揃い。高石の作曲による40周年記念曲「きょうは記念日」を参加者全員で合唱した。ちなみに、公開生放送の前説および進行を伊藤史隆が担当。公開生放送の終了直後には、『おはようパーソナリティ道上洋三です 40周年記念ベストアルバム 〜きょうは記念日〜』（後述）向けに「きょうは記念日」を改めて合唱したほか、『おはようパーソナリティ道上洋三です40周年記念特別番組〜遠くまできたね!40年 こころ合わせて40年〜』を収録した。

### 夢野球（2008年）
2008年3月20日に京セラドーム大阪で、掛布雅之、村上隆行、田淵幸一、有田修三らプロ野球OBと独自のトライアウトを行い結成したABCドジョーズVS茨城ゴールデンゴールズの試合が行われた。結果は8-0で茨城ゴールデンゴールズが勝利した。道上は先発投手として登板したが、2番バッターにストライクツーから死球を投げるなど、わずか8球でKOされてしまった。秋吉も6回に代打として出場しホームラン宣言をしたが、凡打に倒れた。

### 夏休み時の対応
道上とアシスタントは例年、夏季に1週間（2011年以降は2週間）の夏休みをとる。2人同時にとる年もあれば、時期をずらす年もある。その間はピンチヒッターが番組を担当する。ピンチヒッターは例年、朝日放送テレビアナウンサーが起用される。また年によっては、朝日放送ラジオで他番組を担当するパーソナリティが起用されることもある（過去には妹尾和夫など）。
秋吉がアシスタントであった2007年度には、秋吉の夏休み（同年8月6日 - 10日）の際に、歴代アシスタント8人のうち5人が日替わりでピンチヒッターを務めた。
2009年度の夏休みは8月17日 - 21日に2人が同時にとり、道上のピンチヒッターとして17日・18日は上田剛彦、19日 - 21日は柴田博が、秋吉のピンチヒッターとして5日間とも加藤明子（いずれも朝日放送〈当時〉アナウンサー）がそれぞれ担当した。
2010年度の放送では、8月2日 - 6日を夏休み期間に設定。普段は「スポーツの話題」（前述）で阪神戦実況の模様を再生されているスポーツアナウンサーが、日替わりで道上の代役を務めた（2日清水次郎、3日岩本計介、4日中邨雄二、5日枝松順一）。なお、2日 - 5日の放送では、フリーアナウンサーの渡辺景子が秋吉の代役でアシスタントを担当。最終日（6日）の放送では、スポーツアナウンサーで『ようこそ!伊藤史隆です』（当時土曜日の同じ時間帯に放送していた生ワイド番組）のパーソナリティ・伊藤史隆と、同番組アシスタントの林智美が揃って出演した。伊藤・林は、翌朝の同番組でも生放送に登場している。
アシスタントが秋吉から久野に代わった2011年度の放送では、道上・久野とも、8月1日から2週間にわたって夏期休暇を取得。この間には、以下のアナウンサー・パーソナリティが、持ち回りでピンチヒッターを務めた。
- 8月1日 - 5日（月〜金曜日共通）：中邨雄二・慶元まさ美（前枠の生放送番組『慶元まさ美のおはようパートナー』から続けて出演）
- 8月8日 - 12日（全国高等学校野球選手権大会期間中、当番組の後枠で8:00プレイボールの第1試合を中継した関係で放送時間を全日6:30 - 7:56に短縮）：桑原征平（『桑原征平粋も甘いも』パーソナリティ）をはじめ、同大会期間中に放送を休止する生ワイド番組（『』内参照）のレギュラー出演者が日替わりで代演。
  - 8月8日（月曜日）：桑原征平・兵動大樹（『兵動大樹のほわ〜っとエエ感じ。』）
  - 8月9日（火曜日）：桑原征平・磯部公彦（『磯部・柴田の日曜のびのび大放送』）
  - 8月10日（水曜日）：桑原征平・井之上チャル（『武田和歌子のぴたっと。』）
  - 8月11日（木曜日）：桑原征平・安井牧子（『とことん全力投球!!妹尾和夫です』、当番組アシスタント時代以来の出演）
  - 8月12日（金曜日）：桑原征平・桂吉弥（『征平・吉弥の土曜も全開!!』）

2012年には、道上が8月6日（月曜日）〜17日（金曜日）、久野が同月20日（月曜日）〜31日（金曜日）にそれぞれ2週間の夏休みを取得。上記の期間中は、道上・久野のいずれか1名と、週替わりのスペシャルパーソナリティ1名によるコンビで放送した。なお、全国高等学校野球選手権大会（8日開幕）で第1試合を8:00に開始する日には、前年と同じく当番組の放送時間を短縮していた。
- 8月6日（月曜日）- 10日（金曜日）：妹尾和夫・久野愛[44]
- 8月13日（月曜日） - 17日（金曜日）：原田大二郎[45]・久野愛
- 8月20日（月曜日） - 24日（金曜日）：道上洋三・慶元まさ美（2011年と同じく『慶元まさ美のおはようパートナー』から続けて出演）
- 8月27日（月曜日） - 31日（金曜日）：道上洋三・小山乃里子（『小山乃里子のうた声ラジオ』パーソナリティ、道上と長年にわたって交流）

2013年には、道上・久野とも、8月5日（月曜日）から16日（金曜日）まで休暇を取得。休暇期間中のうち、5日から9日（金曜日）までは上田剛彦・小塚舞子、12日（月曜日）から16日までは北村真平・八塚彩美（小塚以外は朝日放送〈当時〉アナウンサー）のコンビが代役を務めた。
2014年には、道上・吉田とも、8月11日（月曜日）から22日（金曜日）まで休暇を取得。休暇期間中の放送では、以下のコンビが代役を務めた（橋詰・八塚はABCアナウンサー）。
- 8月11日（月曜日）- 13日（水曜日）：松村邦洋[46]・橋詰優子
- 8月14日（木曜日）、15日（金曜日）、19日（火曜日）〜22日（金曜日）：桑原征平・桂吉弥
- 8月18日（月曜日）：桑原征平・八塚彩美[47]

2015年には、道上・吉田とも、8月3日（月曜日）から14日（金曜日）まで休暇を取得。休暇期間中のうち、3日から7日（金曜日）までは伊藤史隆・小塚舞子、全国高等学校野球選手権大会開幕後の10日（月曜日）以降は北村真平・山崎好美（『ガチ・キン』アシスタント） のコンビで進行した。
2016年には、道上・吉田とも、8月8日（月曜日）から19日（金曜日）まで休暇を取得。休暇期間中の放送では、以下のコンビが代役を務めた（男性は全ては朝日放送〈当時〉アナウンサー）。
- 8月8日（月曜日）、9日（火曜日）：上田剛彦・南山千恵美（『南山千恵美のMusic Smile』パーソナリティ）
- 8月10日（水曜日）- 12日（金曜日）：柴田博・小塚舞子
- 8月15日（月曜日）- 19日（金曜日）：古川昌希・慶元まさ美[51]

2017年には、道上・吉田とも、8月7日（月曜日）から18日（金曜日）まで休暇を取得。休暇期間中の放送では、以下のコンビが代役を務めた（男性は『よなよな…』火曜日パーソナリティの鈴木淳史を除いて朝日放送〈当時〉アナウンサー）。
- 8月7日（月曜日）、8日（火曜日）：伊藤史隆・武田訓佳[52]
- 8月9日（水曜日）- 11日（金曜日）：上田剛彦・赤松悠実[52]
- 8月14日（月曜日）、15日（火曜日）：鈴木淳史・武田訓佳
- 8月16日（水曜日） - 18日（金曜日）：古川昌希・赤松悠実

2018年には、道上が7月9日（月曜日）から8月31日（金曜日）まで前述の事情で休演したことから、パーソナリティ代理の堀江政生が第100回全国高等学校野球選手権記念大会の期間中も当番組に出演。同年4月からアシスタントに就任した野村も、堀江の出演期間中には夏季休暇を取得しなかった。ただし、この期間の水・木曜日には、野村と同じセイ・タレントプロダクション所属の女性アナウンサーが7・8時台のニュースを担当している（水曜日：高木恵、木曜日：橘ともこ）。
2019年には、道上・野村とも、8月5日（月曜日）から16日（金曜日）まで休暇を取得。前年に続いて、堀江が全期間でパーソナリティ代理を務めた。
- 8月5日（月曜日）- 9日（金曜日）：堀江政生・小塚舞子
- 8月12日（月曜日）- 16日（金曜日）：堀江政生・津田理帆（出演時点では独立番組版の『道上洋三の健康道場』レギュラー）

新型コロナウイルス感染拡大の影響で第102回全国高等学校野球選手権大会が中止される一方で、2020年甲子園高校野球交流試合（第92回選抜高等学校野球大会へ出場する予定だった32校による招待試合）を朝日放送ラジオで全16試合中継する2020年には、道上・野村とも、交流試合初日の8月10日（月曜日・山の日）から21日（金曜日）まで休暇を取得。休演期間中には、以下のコンビが代役を務めている。ちなみに交流試合では、1日当たりの試合数を3試合以内にとどめている関係で、第1試合の開始時刻を10:00以降に設定。そのため、開催期間中の平日（10 - 12日および17日＝13・14日を予備日に設定）には、当日の試合の開催の有無にかかわらず当番組をフルバージョンで放送した。
- 8月10日（月曜日）- 14日（金曜日）：堀江政生・小塚舞子
- 8月17日（月曜日）- 21日（金曜日）：堀江政生・いがらしあみ（代演期間終了後の10月5日から13代目のレギュラーアシスタントに起用）

2021年には、7月21日から8月8日まで東京オリンピック、8月9日から第103回全国高等学校野球選手権大会が開催される関係で、いがらしが7月・道上が8月に2週間ずつ夏季休暇を取得。いがらしの休暇中の平日（7月19日 - 30日）には、武田和歌子（出演時点では独立番組版の『道上洋三の健康道場』レギュラー）がアシスタント代理を務めた。道上の休暇中の平日（8月9日 - 20日）には、堀江がパーソナリティ代理を担当。当初の予定では、9日（月曜日）に道上・いがらしが高校野球選手権大会開会式の中継（実況：中邨）へゲストで出演することを前提に、2人が当番組の全編を阪神甲子園球場の放送席から進行することになっていた。しかし、台風の接近による球場界隈の悪天候が8日の時点で予想されていたことから、実際には大会の開会式と開幕を10日に順延。甲子園球場からの全編生放送も道上・いがらしの開会式中継出演も不可能になったため、道上は9日から夏季休暇へ入ったほか、同日以降の休暇期間中は堀江といがらしが当番組をスタジオから進行している。

### リスナーからの投稿の扱い
番組開始から2009年3月31日（金曜日）までは、放送中にリスナーからのメッセージを受け付ける目的で、複数名のオペレーターを配した電話対応窓口をスタジオの外に配置。オペレーターが聞き取ったメッセージをアシスタントディレクターが選んだうえで、プロデューサーに伝えていた。しかし、他の通信手段（電子メールなど）による投稿の受付に比べて手間が掛かることから、朝日放送（当時）では2009年4月3日（月曜日）付で番組単位での電話窓口を全廃。これを機に、当番組では、リスナーからのメッセージをハガキ・FAX・電子メールでのみ受け付けていた。
ちなみに当番組では、いわゆる「ラジオネーム」を放送で紹介していない。匿名での紹介を希望するリスナーが「ラジオネーム」でメッセージを送っても、放送上は、そのメッセージに記された情報を組み合わせながら「ラジオネーム」を読み替えている（「尼崎市43歳の主婦の方から」など）。また、当番組では、道上も歴代のアシスタントもFAXの表現を「ファクシミリ」に統一。メッセージを紹介したリスナーに、番組のロゴが入ったボールペンを進呈する旨を伝える際には、道上が「記念品をお送りします」と表現していた。

### 35周年記念企画（2012年）
放送35周年に当たる2012年には、「（『リスナーへの恩返し』という意味での）音返し」と称して、以下の記念企画を月替わりで発表。随時実施している。
- 1月：“目出度（めでた）い35周年記念携帯ストラップ”との触れ込みで、「目出タップ（めでたっぷ）」をリスナーにプレゼント。
- 2月：携帯電話向けに2種類の35周年記念待ち受け画像を制作（当番組の携帯サイトからダウンロードが可能）。道上・久野や過去の番組グッズ（後述）に関する写真をリスナーから募ったうえで、提供された写真を公式サイト内に新設の「おはパソ写真館」で公開。
- 3月：過去にボールペン2本・シャープペン1本のセットとしてリスナーに進呈していた「おはパソボールペンセット」を、色違いのボールペン3本のセットとして復活したうえで、リスナープレゼントに追加。道上の作詞・作曲による番組35周年記念ソング「朝のラッタッタ」を発表。
- 4月：楽器演奏の心得があるリスナー参加の記念イベント「おはパソ音楽祭」を、ABCホールで28日（土曜日）に開催。当番組で作った楽曲「朝ごはんのうた」「あなたへの朝」「朝のラッタッタ」のいずれか1曲を課題曲として、参加するリスナーを公募・選抜した。
- 5月：4日にホームズスタジアム神戸で公開生放送を実施（前述）。19日（土曜日）の16:55 - 17:55には、生放送後のステージ音源を含めて編集した特集番組『おはようパーソナリティ道上洋三です〜35周年のおまけだよ〜』を朝日放送（当時）で放送した。
- 6月：1日から番組史上初めて、スマートフォン向けの公式アプリを公開・無料配信。15日にワニブックスから35周年記念本『ハイ!どうじょ』（1,260円）を発売。
- 7月：「あなたへの朝」「朝のラッタッタ」などを収録した番組オリジナルの35周年記念CDアルバム「〜あなたへの朝〜」を、日本クラウンから4日に2,500円で発売。アルバムの発売を記念して、道上と久野によるミニトークショー&サイン会や、アルバム購入者を対象にした服部緑地（大阪府豊中市）での無料ミニライブを開催した。
- 8月：道上・久野の夏期休暇中に、前述のスペシャルパーソナリティを迎えて当番組を放送。
- 9月：2月配信分とは別の35周年記念待ち受け画像を、当番組の携帯サイトから無料で公開。
- 10月：過去の番組グッズなどを展示する無料イベント「道上洋三　僕の昭和部屋」を、1日から8日まで兵庫県尼崎市内で開催。累計来場者数は8,631名で、期間中には道上や久野も会場に連日姿を見せていた。
- 11・12月：キンレイとのコラボレーション企画として、「道上洋三 こだわりの肉うどん」を開発。関西地方の全域および岡山県・香川県・徳島県内のサークルKサンクス店舗で予約限定発売（後述）。

### 40周年記念企画（2017年度）
放送開始40周年を迎える2017年度（2017年4月 - 2018年3月）には、以下の企画を実施。公式サイト内の特設ページ 感謝!感激!天晴れリスト」 で順次公表している。
また、道上が学生時代に陸上競技の選手として1964年東京オリンピックへの出場を目指していたことにちなんで、第18回東京オリンピック第2号ポスター をモチーフにデザインを施した40周年記念ポスターを制作。記念グッズの一部にも、このデザインを用いている。
- 2017年
  - 3月：28日放送分で40周年を迎えたことを機に、40周年記念グッズ「オリジナル切手シート」を、40周年期間内の放送へハガキで投稿したリスナーから抽選で進呈。また、ザ・シンフォニーホールで毎春開催している「春休みファミリー・コンサート」を、「40周年記念前夜祭」として26日（土曜日）に開催。
  - 4月：4日発売号の『関西ウォーカー』から、「おはパソWalker」を連載。当番組と連動した企画にとどまらず、同誌単独の企画も随時実施する。また、高石ともやの作詩・作曲、道上・吉田のデュエットによる40周年記念ソング「きょうは記念日」を発表。
  - 5月：8日（月曜日）・9日（火曜日）にフェスティバルホールで開催の「小椋佳トリビュート・コンサート〜命はいつも生きようとしている〜」とのコラボレーション企画として、道上がコンサートの総合司会を担当。
  - 6月：「きょうは誕生日」の動画 配信を、YouTube上のABCラジオ公式チャンネルで開始。リスナーからも、同曲のオリジナルプロモーション動画を募集している。
  - 7月：「きょうは記念日」の披露を兼ねた「おはパソ　タウンミーティング」を、「ABC夏フェス2017　マイドほたるまち!」（朝日放送が本社屋および近辺で開催していたイベント）の一環として、17日（土曜日・海の日）にABCホールで開催。
  - 8月：道上・吉田が夏季休暇で休演する全国高等学校野球選手権本大会期間中の放送を、前述のスペシャルパーソナリティが連日担当。
  - 10月：40周年記念の公開生放送を、9日（月曜日・体育の日）に市立吹田サッカースタジアムで実施した（前述）。また、40周年記念グッズを詰め合わせた「おはようパーソナリティ40周年記念BOX」を、「ABC かうも。」（朝日放送が運営する通信販売サイト）で（朝日放送〈当時〉のAM周波数にちなんで）1,008個限定発売。
  - 11月：前述の公開生放送の後に収録した歌唱・演奏や、当日出演した歴代のアシスタントによる座談会などで構成した特別番組『おはようパーソナリティ道上洋三です40周年記念特別番組〜遠くまできたね!40年　こころ合わせて40年〜』を、12日（日曜日）の13:00 - 15:00に朝日放送（当時）で放送（前述）。15日（水曜日）からは「おはようパーソナリティ道上洋三です　40周年記念ベストアルバム　〜きょうは記念日〜」、16日（木曜日）からは40周年記念ムック「おはようパーソナリティ道上洋三ですWalker」を発売した。22日（水曜日）からは、道上のプロデュース・キンレイとのコラボレーションによる冷凍うどん「道上洋三のハモ・鴨・めで鯛 鍋焼きうどん」を、同社の公式サイトや関西地方全域および岡山・香川・徳島県の一部にあるイオングループの店舗で期間限定発売（後述）。
  - 12月：11日（月曜日）から17日（日曜日）までの「ABCラジオ スペシャルウィーク」期間中に、他の生ワイド番組との連動企画として、「あの時君も若かった」（当番組の放送を開始した1977年から40年間に報じられたニュースから毎日1問をリスナーに出題する賞品付きクイズ）を実施。期間中の平日には、当番組の放送中にヒントを出している。
- 2018年
  - 3月：旭屋書店天王寺MIO店（大阪市天王寺区）での「おはようパーソナリティ道上洋三ですWalker」購入者を対象に、21日（水曜日・春分の日）の13:00から、先着150名限定のイベントとして「おはパソウォーカーここだけの話＆ラジオでは言えない番組裏トーク」を天王寺MIO本館12階のイベントスペースで開催。

## 番組グッズ・プロデュース商品

### メッセージを紹介したリスナーへのプレゼント
コーナー紹介・周年記念企画で記述したプレゼントを除いて、この節で記載する。

#### 番組終了時点
（一部のコーナーを除いて）メッセージを紹介したリスナーには、基本として「六甲おろしボールペン」か「やぶから1万円」を贈っていた。
- 「六甲おろしボールペン」には、六甲おろしの歌詞を印刷。道上の顔のイラストが付いたボタンを押すと、本人のボイスメッセージが流れる仕組みで、朝日放送グループの通信販売サイトなどでも発売されている。
- 「やぶから1万円」は現金1万円のプレゼントで、道上が放送中に独断で決定。その際には、道上が机を叩いて「やぶから1万円！」と叫ぶと、効果音が流れる趣向になっていた。なお、「やぶから1万円」の裁量権は、道上の代役で出演するパーソナリティにも付与。感動的なメッセージを寄せたリスナーに、「やぶから1万円」を贈ることもあった。

#### 過去
当番組では、放送時期や企画によって、プレゼントの内容を変えている。過去には、「おはパソバッグ」、「おはパソタオル」（当番組のタイトルをローマ字で表記）、「タイガース貯金箱」、「時計内蔵型ラジオ」、「おはパソセット」（携帯用の歯磨きセット）、「ポストカード」、『朝ごはんのうた』のCD、AMチューナー内蔵の「キュキュラジオ」、「目出タップ」、「おはパソあめちゃん（飴）」などを進呈。また、不正解の場合にキャリーオーバー形式で賞金を積み立てるクイズを出題していた時期もあった。
2007年には、放送30周年記念企画の一環として、「オハッカーえみぞう」（当時のアシスタント・秋吉のデザインによる30周年記念ロゴマークが描かれたステッカー）を記念品ということで、2007年末をもって終了。2008年初頭からは、同じく秋吉のデザインによる「エミバッグ」を経て、「らららふきん」を進呈していた。2009年9月以降には一時、「どじょにゃん」（道上の顔をかたどったマグネット）や、「トラップ」（虎の顔をしたモップ）がプレゼントのラインアップに加わっていた。
道上の退院後には一時、「オハッテー」という切手がリスナープレゼントに入っていた。また、QUOカードを進呈していた時期もあったが、2008年初頭に廃止された。2010年秋頃からは、電子レンジ用調理器具・食器・保存容器の三役をこなす「スチームケース」を、期間限定のプレゼントとして用意していた。
2011年8月末から同年末までプレゼントに含まれていた「おはっピー」は、当番組で独自に開発・製作した阪神タイガースへの応援グッズ。ジェット風船専用のホルダーで、風船に空気を入れやすくしつつ、いったん風船に入った空気が抜けないように工夫を施している。なお、リスナーには、ジェット風船とセットで進呈していた。
吉田がアシスタントを担当していた2016年1月からは一時、「ダジャレまな板」をプレゼントに加えていた。ダジャレに関する企画を前年から放送していたことを背景に、道上・吉田の写真に複数の吹き出しを組み合わせたデザインで、吹き出しには料理にちなんだダジャレを記していた。

### 30周年記念腕時計
長らく7時の時報でスポンサーを務めた時計メーカー製の電波時計。文字盤には道上のサインが記され、裏には30周年ロゴマークが彫られている。
30周年にちなみ、30人（男性用、女性用各15本）にプレゼントすると告知したところ、3万通近くの葉書が来た。そのため、1,008人限定でシリアルナンバー付きの30周年記念腕時計を販売したところ、電話が殺到し、わずか20分で完売となってしまった。そのため、人数無制限での30周年記念腕時計の特注販売を進めることが決定された。本格的な販売には男女それぞれ500個以上の注文が必要で、特注販売での腕時計にはシリアルナンバーはつかないという条件付きだったが、多数の注文があったため期間限定ながら販売が決まった。その後、2007年7月中旬から順次発送を進め、同年8月初めには全配送が終わった。

### 「九九CD」シリーズ
1999年7月に秋吉が九九を歌ったCD「英美ちゃんのレッツゴー九九」を発売。オリコンのウィークリーチャートで全国総合初登場29位（プラネット39位）、大阪地区では安室奈美恵を抑え初登場7位（プラネット8位）を記録した。2001年1月までに18万枚を売り上げている。
さらに、アシスタントが吉田に代わった2015年10月には、後述する「あなたへの朝」をベースにDJ Acckey（朝日放送〈当時〉でかつて放送されていた『DJ Acckey on Club "whose connection"』パーソナリティ）がリミックスを手掛けた「あなたへの九九」というCDを制作。吉田が1の段から順に歌うバージョンと、道上が9の段から逆に歌うバージョンを収録したCDで、希望するリスナーに対して抽選で進呈している。

### 30周年記念アルバム「新しい朝」
道上洋三30番勝負の一環として、30周年記念CD「新しい朝」を2007年9月26日にキングレコードから全国で発売。同年7月24日から予約を開始したところ、初日から多数の予約が入ったほか、当番組にもCDの買い方に関するメッセージが殺到。その反響もあって、同年のオリコン年間チャートでは500位以内に入った（放送内でリスナーが発見した）。
- 品番：PKCP-2029
- 定価：3,000円（税込）
- 収録曲目：

1. おめでとうの歌（秋吉英美+ABCオールスターズ）
2. おもいでのアルバム（秋吉英美）
3. 新しい朝〜大阪城ホール公開放送Ver.〜（道上洋三）
4. 1万人の六甲おろし（道上洋三+ABCオールスターズ&1万2千人のリスナー）
5. 英美ちゃんのレッツ・ゴー!九九!（秋吉英美）
6. もう一歩（高石ともや）
7. ぶっちゃけロックン・ロール!（道上洋三）
8. 新しい朝（道上洋三）
9. 六甲おろし〜1985年Ver.〜（道上洋三）
10. 新しい朝（カラオケ）
11. ぶっちゃけロックン・ロール!（カラオケ）

### 35周年記念アルバム「あなたへの朝」
番組35周年記念企画の一環として、2012年7月4日に日本クラウンから全国で発売。同年12月28日放送分での発表によれば、発売から半年間でおよそ1万枚の売り上げを記録したという。
- 品番：CRCN-20373
- 定価：2,500円（税込）
- 収録曲目：

1. 朝のラッタッター
2. 朝ごはんのうた
3. あなたへの朝
4. ここへおいでよ
5. 新しい朝
6. 阪神タイガースの歌（六甲おろし）
7. おはパソ音楽祭から（ダイジェスト音源）
8. 道上洋三35周年の誓い 〜これまでとこれから〜 （ナレーション）
9. 朝のラッタッター（オリジナル・カラオケ）
10. 朝ごはんのうた（オリジナル・カラオケ）
11. あなたへの朝 （オリジナル・カラオケ）

### 「おはようパーソナリティ道上洋三です　40周年記念ベストアルバム　〜きょうは記念日〜」
番組40周年記念企画の一環として、2017年11月15日に日本クラウンから全国で発売。日本における版権の所有者が不明だったために過去のレコード・CDへ収録されていなかった番組テーマ曲の『クラリネット・ポルカ』から、40周年を記念して作られた『きょうは記念日』まで、番組の歴史を彩る12曲を15バージョンで収録している。
- 品番：CRCN-41258
- 定価：3,200円（税込）
- 収録曲目：

1. クラリネット・ポルカ
2. おめでとうのうた
  - この曲は2つのバージョンがあるが、本アルバムには、シングル「はみがきの歌／おめでとうのうた」（1980年発売。日本コロムビア SCS-569）に収録されている、名前の部分が空白になっているものが収録されている。
3. はみがきの歌
4. さそわれて大阪
5. 阪神タイガースかぞえ唄
6. 英美ちゃんのレッツ・ゴー!・九九!!
7. もう一歩
8. 新しい朝
9. あなたへの朝
10. 朝ごはんのうた
11. 阪神タイガースの歌(六甲おろし)
12. きょうは記念日
13. きょうは記念日(カラオケ)
14. きょうは記念日(リスナーメドレー)
15. きょうは記念日(2017年10月9日に市立吹田サッカースタジアムでの公開生放送終了直後に参加者で大合唱)

### プロデュース商品

#### 「おはパソカレー」

##### 2つのカレー
2010年2月10日から期間限定で、近畿地方2府4県のセブンイレブンで発売されている1箱630円（税込）のレトルトカレー。道上が開発した「嗚呼　昭和カレー」と、新婚の秋吉が手掛けた「新妻　ドキドキキーマカレー」が1袋ずつ、谷口智則（絵本作家）が描いた動物の絵のパッケージに入っている。

##### 予想以上の大反響
当番組では2009年、「我が家の人気メニューNo.1」というテーマで、リスナーアンケートを実施。305人から回答を得た結果、カレーが1位になった。この結果を知った道上と秋吉が、それぞれオリジナルのカレーを作ることを宣言。専門家のアドバイスを得ながら、レシピを完成させた。さらに、同年11月15日に開催された「ABCラジオまつり」の会場・万博記念公園（大阪府吹田市）において、対決形式で双方のカレーを来場者に提供した。しかし、来場者の人気が予想以上にすごく2時間ほどで終了するという大反響を呼んだことから、セブンイレブンの期間・地域限定商品として販売されることが決まった。
ちなみに、前述の「ABCラジオまつり」でアンケートを実施したところ、「嗚呼　昭和カレー」が627票を得た。これに対して、225票に終わった「新妻　ドキドキキーマカレー」では、秋吉の希望もあって商品の発売前にレシピの内容を若干変えている。また、セブンイレブンでは、発売初日から売り切れ店が相次いだという（2010年2月11日放送分より）。

#### 「道上洋三　こだわりの肉うどん」
番組35周年記念企画の一環として、2012年12月3日から2013年1月末まで、関西地方全域および岡山県・香川県・徳島県内のサークルKサンクス店舗で発売。道上が山口県で過ごした少年時代の思い出の味である「遊食屋むさしの」（同県柳井市）の肉うどんを、キンレイの製麺・製造技術によって再現した。上記地方のサークルKサンクスで同年11月1日から19日まで予約を受け付けたところ、当初の製造予定個数（20万食）を上回る件数の予約が寄せられたため、同年内だけで約26万食を製造・販売している。ただし、「遊食屋むさしの」がある山口県内のサークルKサンクスでは当商品を扱っていない。なお、2012年11月18日に万博記念公園で開催された「ABCラジオまつり」では、参加者1万名への無料試食企画「1万人の大試食会」を実施した。

#### 「道上洋三の中華そば物語」
「2013年の夏期休暇中に岐阜県高山市で偶然食べた『中華そば』が、大学生時代に東京の下宿近くの屋台でよく食べていた『中華そば』の味に似ていた」という道上のエピソードをきっかけに、キンレイが冷凍食品として開発。道上やリスナー代表による試食を経て、2013年12月13日から2014年1月末まで、関西・四国地方全域および岡山県・広島県・三重県内の一部地域にあるサークルKサンクス店舗で発売した（1食498円）。対象店舗では、2013年11月17日から同月30日までの期間中に予約を受け付けたうえで、予約優先商品として販売。また、クール宅急便のサービスエリア向けに配送できる商品として、4食入りのセット（2980円）も売り出した。
当番組では、リスナーから「思い出の中華そば」に関するエピソードを募集したうえで、同年10月の放送から随時紹介。前年に続いて「ABCラジオまつり」（2013年11月17日に万博記念公園で開催）で無料試食企画を実施した。当初は2013年12月26日で販売を終える予定だったが、多数のリスナーから当番組に販売続行の要望が寄せられたことから、追加発売を急遽決定した。2013年12月30日から2014年1月13日まで上記地域のサークルKサンクスで予約を受け付けたうえで、1月24日から1週間限定で発売。その結果、売上総数はおよそ25万食にまで達した。
なお、3食分の応募券を貼ったハガキでの応募を条件に、希望者から抽選で1,000名に道上のサインが入った成瀬国晴デザインの箸置きを進呈。また、中華そばのスープを応用したメニューのレシピが複数のリスナーから寄せられたため、追加発売が決定した2014年1月に道上の提案で「中華そば トッピング 　ビフォーアフター大賞」というリスナー参加企画を開催した。

#### 「道上洋三のわがまま牛すじカレーうどん」
キンレイとの共同開発によるサークルKサンクス店舗の地域・期間・予約限定の冷凍食品として、2015年12月7日から11日まで発売。同年10月30日から11月16日まで、関西・四国地方全域および岡山県・広島県・三重県内の一部地域にある店舗で予約を受け付けていた。この時点で予約件数が25万件近くにまで達したため、2016年2月に再度発売することが決定。2016年1月16日から25日まで、改めて予約を受け付けた。
1食500円で、「道上洋三の中華そば物語」と同様に、6食入りの宅配ギフトセット（3900円）も販売。3食以上の予約購入者への特典として、3食分の応募券を貼ったハガキでの応募を条件に、道上のプロデュースによる特製のレンゲを希望者から抽選で1,000名に進呈する。再発売の際には、上記以外の地域からでも購入できるように、サークルKサンクスの公式サイトでギフトセットの予約を受け付けた。
当番組では当商品の発売決定を機に、リスナーから「カレーうどんの思い出」に関するメッセージを募集。2015年11月15日（日曜日）に万博記念公園で開催の「創立65周年記念　ABCラジオまつり2015」では、寄せられたメッセージに基づくミニドラマ「カレーなる4姉妹」の上演や、当商品と同じ原料の出汁および牛すじの試食会（先着5,000名限定）などを実施した。

#### 「道上洋三のハモ・鴨・めで鯛 鍋焼きうどん」
番組開始40周年記念企画の一環として、道上による監修の下に、キンレイと共同で開発した注水不要の冷凍うどん。利尻昆布・鰹節・鯖節・（「めでたい」という言葉との語呂合わせで入れた）真鯛のブレンドによる出汁に、瀬戸きらら（出身地である山口県産の小麦粉）で練り上げた麺と、9種類の豪華な具材（合鴨の団子、玉子焼、焼白ねぎ、椎茸、わかめ、和歌山県産の鱧で作られたかまぼこ、えび、きざみ揚げ、生麩）を入れている。
1食498円（消費税込537円）で、2017年11月22日（水曜日）から、関西地方全域および岡山・香川・徳島県の一部にあるイオングループの店舗で期間限定発売。キンレイの公式サイトでも、6食セットを1セット3,980円（消費税込）で販売している。

#### 「お水がいらない 道上洋三のワクワクドキドキうどん」
前述した「ハモ・鴨・めで鯛 鍋焼きうどん」に続いて、イオングループの店舗（関西地方全域および岡山・香川・徳島県の一部）やキンレイ公式サイトでの期間限定発売商品として、当番組とキンレイが共同で開発した注水不要の冷凍うどん。従来のプロデュース商品と違って、道上の意見だけにとどまらず、「素うどんでごめん」というテーマで当番組を通じてリスナーから募集した意見も取り入れられている。
さば節、いわし節、昆布、鹿児島県指宿産荒節の追い鰹から取った出汁に、リスナーのアイデアによる具材（わかめ、きざみ揚げ、すだち）を加えた細麺の素うどんで、2019年11月20日（水曜日）から1食328円で発売。キンレイの公式サイトでは、4食セットを1セット1,290円（いずれも消費税込）で販売している。開発期間は半年で、鹿児島県指宿産荒節の追い鰹を出汁に加えたのは、道上が2018年に髄膜腫の治療で同県内へ滞在したことがきっかけとされる。

### プロデュース楽曲

#### 「朝ごはんのうた」
当番組では2010年秋に、リスナーから寄せられたアイデアを基に、「残したい童謡・新しい童謡」に関するリスナー投票を実施した。同年11月23日の放送で集計結果をベスト10形式で発表した際に、道上が「新しい童謡が少ない」との感想を述べたことから、道上自身の作曲による「朝ごはんのうた」をリスナーの協力を得ながら「番組発の童謡」として発表するプロジェクトを始動。以降は、道上・秋吉が、祭日の放送を中心に「話のダイジェスト」などのコーナーで「朝ごはんのうた」を歌っていた。
2010年12月には、歌詞をリスナーから募集。歌詞の選考期間中には、リスナーが朝食のメニューを織り込んで応募した歌詞を、道上・秋吉が放送中に日替わりで披露していた。
歌詞が決まった2011年1月10日には、ウェスティンホテル大阪で、バイキング形式の朝食会を兼ねた公開生放送「皆で食べよう　King　Of　朝ごはん」を実施した。当番組では、その際にリスナー参加の下で収録した音源と、放送とは別に大阪市内の幼稚園で幼稚園児とともに収録した音源を基に「朝ごはんのうた」のCDを600枚限定で製作。希望する幼稚園・保育所に100枚、希望するリスナーに抽選で500枚、それぞれ無料で進呈した。また、当番組の携帯サイトでも、ダウンロード用に音源の一部を公開。2011年の2月頃からは一時、生放送中にメッセージを紹介したリスナーにも、道上の判断でCDを進呈していた。同年3月から発売のABCラジオ創立60周年CDブック「いつもラジオと一緒」に同封のCDにも、カラオケバージョンを含めた音源が収められている。
道上は、秋吉が当番組を卒業した2011年4月以降も、後任のアシスタント・久野と一緒に「朝ごはんのうた」を放送中に歌うことがある。ただし、その際に使われるカラオケの音源には、秋吉の声が入っている。2011年5月からは、M-1グランプリ（朝日放送テレビ制作で2001〜2010年放送）にちなんで、「朝ごはんのうた」のメロディーにオリジナルの歌詞を付けるリスナー参加企画「替-1(かえわん)グランプリ」も実施している。
ちなみに、秋吉の2代後のアシスタント・吉田は、当番組のスタッフ時代に「朝ごはんのうた」の制作へ参加。CDや音源には、吉田の声も、メロディーの一部として収められている。

#### 「虹へ」
当番組最後のプロデュース楽曲で、2021年に放送45周年を迎えたことを記念した企画の一環として、同年1月から制作を開始。道上が作詞、沼光絵理佳が作曲に携わった。
詞も曲も2021年9月4日（月曜日）までに仕上がっていて、当初は同年10月12日（火曜日）の本番後に道上のレコーディングを予定していた。しかし、同年9月10日に道上が脳梗塞を発症したことに伴って、企画を一時中断。後に道上の復帰を見込めないまま番組の終了が決まったことから、終了まで1ヶ月を切った2022年3月に制作を再開するとともに、曲のカラオケバージョンを「あなたとモノのストーリー」で流すようになった。
再開に際しては、当初から歌唱が決まっていたいがらしあみ（最終アシスタント）にとどまらず、道上が出演を見合わせてから当番組を支えてきた朝日放送テレビのアナウンサー（『おはパソ』シリーズを道上から引き継ぐ小縣裕介・古川昌希、2人以外にパーソナリティ代理を務めた伊藤史隆・中邨雄二・堀江政生・柴田博・武田和歌子・横山太一、金曜日ニュース担当の桂紗綾）、「スペシャルゲスト」も歌唱の収録に参加。さらに、リスナーから公式サイトを通じて2022年3月16日まで募集した歌唱音源を組み合わせることによって、放送最終週までに完成へ漕ぎ着けた。ちなみに、中邨・いがらしはABCラジオ内でのスタジオ収録（3月10日）の前にも、「仮歌」（公募用の特設ページで公開されたサンプル音源）に向けて歌を吹き込んでいた。
上記の音源を編集で組み合わせた音源を、伊藤のパーソナリティ代理最終日に当たる2022年3月21日（月曜日・文化の日）の7時台前半（「スポーツの話題」の直前）に初めて披露。「スペシャルゲスト」として、道上の家族（妻でフリーアナウンサーの熊谷瞭子・長男で俳優の道上拓冬）や、当番組と縁の深いプロの歌手（高石ともや・平原綾香・加藤登紀子）も上記の「仮歌」をベースにレコーディングへ参加していたことが伊藤から明かされた。また、リスナーから送られた歌唱音源を、到着の時期に応じて5つのバージョンに集約。「リスナーバージョン」と銘打って、22日（火曜日）から最終回（25日）まで、1日につき1バージョン（23日のみ2バージョン）の音源を「スポーツの話題」の直前に流している。
もっとも、『おはようパーソナリティ』シリーズでは「『虹へ』は道上が歌うことによって完成する」というスタンスを示しているため、当番組の終了後も道上が歌える状況に戻れるまで「完成版」のリリースを保留している。

## 書籍

### らららクッキング
秋吉英美のアシスタント10周年記念として、2008年10月10日にプラネットジアースから初版1万部で発売（ISBN 978-4-89340-080-2）。発売の際には、ジュンク堂書店梅田ヒルトンプラザ店（2008年10月10日）、田村書店千里中央店、旭屋書店KuLaSu seasonなんばパークス店（ともに、2008年10月11日）、ジュンク堂書店三宮店、ブックファースト梅田店（ともに、2008年10月12日）の5店舗で秋吉と握手できるサイン本のお渡し会を実施した。また、増刷を重ねたこともあって、関西地方を中心に4万冊に届く勢い（2008年10月27日放送より）で売上を伸ばした。

### おはようパーソナリティ　道上洋三のないしょ話
2011年4月20日に朝日新聞出版から発売した道上の著書（ISBN 978-4-02-250856-0）。当番組の放送開始34年目で初めて出された番組本で、リスナーからの手紙やゲストの話などから、道上自身が選んだ珠玉のエピソードを収めた。発売前後には、当番組へのリスナーから、希望者に抽選で同書を進呈している。

### おはようパーソナリティ道上洋三です 35周年記念本「ハイ!どうじょ」
2012年6月15日にワニブックスから発売した番組初の公式ガイド本（ISBN 978-4-8470-9070-7）。当番組の年表、道上と久野への密着取材の模様、久野以前の歴代アシスタントや番組と縁の深い著名人からのお祝いコメント、制作スタッフが披露した当番組の裏話などを収めている。同年12月28日放送分での発表によれば、約半年間で約2万部を売り上げたという。

### 「おはようパーソナリティ道上洋三です Walker」
『関西ウォーカー』とのコラボレーションによる番組開始40周年記念ムックとして、2017年11月16日に角川マガジンズから発売された「徹底的に『使える』記念本」（ISBN 978-4-0489-6054-0）。同年4月から『関西ウォーカー』誌上に掲載している「おはパソWalker」をベースに、「おはパソ遺産」（番組と縁の深いスポットから認定した40ヶ所への訪問記）、道上による山口県平生町への帰郷に同行した「平生町の旅」、番組と縁の深い著名人からの記念メッセージ、2017年度時点での番組スタッフや（岩井・川田を除く）歴代アシスタントへのインタビューなどで構成されている。2017年8月にスペシャルパーソナリティを務めた鈴木淳史が、『関西ウォーカー』のスタッフライターとしても活動していることから、一部の企画で取材やインタビュアーを担当。

## テーマソング
『おはようパーソナリティ中村鋭一です』の初回から、『おはようパーソナリティ』シリーズの共通テーマソングとして、*「クラリネット・ポルカ」をオープニングとエンディングに放送。『 - 小縣裕介です』『 - 古川昌希です』でも、引き続き使われている。
当番組では2014年度から、「8時台の予告」のBGMにも使われていた。堀江がパーソナリティ代理を務めていた2018年8月10日・2019年8月13日放送分では、ピアノ留学先のロシアから夏季休暇で日本へ帰国していた堀江の長女が、ピアノで「クラリネット・ポルカ」の生演奏を披露。以降の放送では、演奏時に収録した音源の一部を、堀江の代演日限定でジングルのBGMに用いていた。
2011年7月には、当時関西を中心に活動していたフォークデュオのワライナキ（2017年12月で解散）が、道上からの依頼でイメージソング「あなたへの朝」を書き下ろした。当初のタイトルは「花の詩（うた）」だったが、道上がワライナキと打ち合わせを重ねた結果、タイトルや歌詞・メロディーの一部を変更。同年9月下旬から、道上・久野などの歌でジングルに使用している。また、「朝ごはんのうた」と同様にCDも製作。同年10月から、リスナーへのプレゼント（前述）に加えていた。
なお、吉田をアシスタントに迎えた直後の2014年4月には、道上の作詞・ワライナキの作曲・道上と吉田の歌唱による「飛び出せ、朝!」を新しいイメージソングとして発表していた。

## 時刻の告知方法
当番組を含む『おはようパーソナリティ』シリーズは平日早朝の生放送番組であるため、正時（0分）の時報とは別に、7時台に5分単位・8時台に10分単位で時刻を告知している。正時以外の時刻の告知には、効果音と合成音声を使用。時刻が7:05の場合には、効果音に続いて、合成音声で「7時、5分。」とだけ伝えている。
効果音は流す季節に応じた素材（カッコウの鳴き声や蒸気機関車の警笛音など）を用いていて、番組の進行にかかかわらず、上記の時刻に差し掛かると強制的に流れるようになっている。そのため、当該時刻でCMを放送していても、CMの音源に効果音と合成音声を重ねる格好で時刻を伝えている。

## 年始の特別番組
元日が平日と重なった年には、特別番組を放送するため本編を休止。2021年までは、『おめでとうパーソナリティ道上洋三です』というタイトルで前年末に特別番組を収録したうえで、基本として元日の午後に放送していた。
2007年は17:30 - 18:24（JST）に放送された。内容は、おはパソに出演したことのある外国在住の人に正月の様子を伝えてもらうものであった。もちろん、六甲おろしも歌った。
2008年1月1日は平日であったが、本放送は元旦特番のため中止され、14:00 - 15:00に特別番組が放送された。余談だが、その年の4日に道上本人が、この番組が録音であるにもかかわらず、本番組の後に放送された生放送番組『全力投球!!妹尾和夫です』内で電話で出演した。
2010年は、1月1日が金曜日であったにもかかわらず、朝日放送（当時）では当番組の時間帯に生放送の特別番組『伊藤史隆のLet's寅（とら）い! ようこそ2010年』を編成。当番組の年始特別番組も放送されなかった。そのため、当番組における同年最初の放送は、4日（月曜日のレギュラー放送）からになった。
1月1日に長時間の生放送番組『新春スーパーワイド』を編成するようになった2011年以降は、同年のみ1月3日、2012年以降は1月2日からそれぞれ事前収録の短縮版を2021年まで放送。1月2日が土曜日・3日が日曜日に当たる年（2021年など）には、短縮版を編成せず、4日（月曜日）から通常の体制で生放送を始めていた。さらに、年度によっては、1月1日（または2日）の午後に特別番組『おめでとう!道上洋三です』を放送することがあった。
- 1月1日が日曜日であった2017年には、『新春スーパーワイド』を編成しない一方で、道上と加藤登紀子のコンビによる『おめでとう!!道上洋三と加藤登紀子です』を同日の午後に生放送。
- 2018年には、道上・吉田・加山雄三の出演による『おめでとう!道上洋三と加山雄三です!』を、1月1日（月曜日）の14:00 - 14:54に放送。
- 2019年には、道上・野村・矢野燿大・桧山進次郎の出演による『おめでとう!道上洋三です～“虎”突猛進スペシャル～』を、1月1日（火曜日）の15:30 - 16:30に放送。
- 2020年には、2019年9月まで35年間にわたってラジオDJとして活動していたヒロ寺平と道上・野村の出演による『おめでとう道上洋三ですとヒロ寺平です～新春Super　Session～』を、1月1日（水曜日）の15:00 - 16:30に放送。
- 2021年には、道上・いがらし・鎌田實・佐藤尚之の出演による『おめでとう!道上洋三と鎌田實です 日本の未来を考えるスペシャル』を、1月1日（金曜日）の15:30 - 17:00に放送。

なお、道上が脳梗塞の発症（2021年9月11日）から治療とリハビリに専念しているため、2022年には新春特別番組を放送していない。また、2022年には箱根駅伝復路実況中継の同時ネットを実施する1月3日が月曜日に当たったため、同日のみ伊藤史隆といがらしの出演による短縮版を放送した。

## インターネット上での展開

### 公式サイトの変遷
朝日放送ラジオで初めて個人名の入ったドメイン（dojoyozo.com）を取得したことを機に、2008年4月1日から番組公式サイトのURLを変更（通称「道上洋三どっとこむ」）。「洋三の今朝の一句」「英美のおはパソ日記」「おはパソ写真館」を無料で公開していた。当番組の関係者が毎回の放送後に公式サイトで日記を公開するようになったのは、当時のアシスタント・秋吉による「英美のおはパソ日記」がきっかけである。後に、「道上日記」も追加された。
2011年3月31日までは、上記の公式サイトと並行して無料登録制のメンバーサイトも開設。登録済みのメンバーでなければ、秘蔵の映像や過去の日記などを閲覧できないようになっていた。しかし、同年4月1日から、番組公式サイトを朝日放送ラジオの公式サイト内へ移転。前述のサイトをすべて閉鎖する一方で、現行のURL（http://abc1008.com/ohapaso/） を使用している。現在は、（代演者を含む）パーソナリティ・アシスタント・番組スタッフの別に日記を公開。過去の掲載分も、登録不要で閲覧できる。ただし、アシスタントの日記については、久野・吉田の出演期間中のみ公開。「道上日記」「スタッフ日記」についても、閲覧できるのは公式サイト移転日以降の公開分に限られている。

### インターネット向けの配信
オンデマンド配信については、「スポーツの話題」と「話のダイジェスト」（特集）を対象に、放送日の正午前後から無料で実施。ただし、放送で流れたすべての音楽や、阪神戦の実況・ヒーローインタビューに関する音源の一部を著作権の関係で割愛している。このため、出演者が生放送中に伴奏付きで「六甲おろし」を歌ったシーンが、オンデマンド配信では伴奏抜きで歌っているように聞こえていた。
2005年頃から2015年1月15日（木曜日）までは、放送日の正午前後から放送翌日（金曜日放送の場合には翌週月曜日）の午前中まで、ABCラジオ公式サイト内のオンデマンド専用ページ「Webio」から音源を配信。（本来の放送エリアである）関西以外の地方や、海外のリスナーからも多くのメッセージが寄せられていた。なお、当初はWindows Media Player用とRealPlayer用に音源を公開していたが、後にMedia Player用の音源しか配信されなくなった。
その一方で、YouTube上の「朝日放送公式チャンネル」では、2012年の「道上洋三 思い出の肉うどん」予約期間中に当番組史上初めての動画配信を実施。2013年の「道上洋三 思い出の中華そば物語」の予約期間中にも、PR動画を配信した。
2014年4月2日（水曜日）からは、「radiko.jp」プレミアムに登録していれば、日本全国からインターネット経由で当番組の全編を放送とほぼ同時に聴取できるようになった。当番組では同月下旬から、（本来のサービスエリアである）関西地方以外で「radiko.jp」プレミアムを通じて聴取しているリスナーからのメッセージを募集。募集から2週間後までに、（この時点で地元のラジオ局が「radiko.jp」関連の配信サービスを実施していなかった）秋田県 以外の都道府県から届いたメッセージを、放送中に紹介している。後に秋田県内のリスナーからのメッセージも読み上げられたため、同年中に全47都道府県での聴取が確認された。
2015年1月16日（金曜日）からは、朝日放送ラジオが「Webio」での音源更新を停止する一方で、YouTube上に「朝日放送公式チャンネル」とは別に「ABCラジオ公式チャンネル」を新設。同日以降は、「スポーツの話題」と「特集」を対象に、過去5日分の放送済み音源を配信していた。「特集」については、「話のダイジェスト」の代わりに「健康道場」を配信することがあった。

## 特別番組・連動企画

### テレビ
- 1979年から1985年までは、「テレビとラジオがドッキング」というテーマで、『おはよう朝日です』（現在も朝日放送テレビで当番組と同じ時間帯に放送中）平日版との間で年に1回サイマル放送を実施。司会の乾龍介（放送当時は朝日放送〈現：朝日放送テレビ〉アナウンサー）など、平日版出演者の声がラジオにも流れた。2006年9月25日には、道上が病気療養から復帰した関係で、1コーナー限定ながら同番組とのサイマル放送を復活させている。
- 2011年10月6日に朝日放送テレビで放送された『ビーバップ!ハイヒール』では、「ラジオじゃできない『ラジオのないしょ話』」というテーマで、道上がゲスト講師として登場。当番組放送中のスタジオの風景を映したVTRや、前述の「おはようパーソナリティ　道上洋三のないしょ話」に所収のエピソードに基づく再現VTRを放送した。オープニングでは、当番組第1回放送での道上の第一声や、30周年記念公開生放送（前述）の盛況振りなども紹介。また、放送時点で当番組のアシスタントである久野は、再現VTRにも過去のアシスタント役で出演している。
  - 当番組では、『ビーバップ!ハイヒール』収録前の放送で、リスナーから「ビーバップメンバー（同番組レギュラー陣）の恥ずかしい目撃談」を募集。同番組の後半では、「クラリネット・ポルカ」をアレンジしたBGMに乗せて、道上がハイヒールや徳井義実（チュートリアル）に関する目撃談を本人たちの前で披露した。
- 当番組終了4日後（『おはようパーソナリティ小縣裕介です』の開始2日目）の2022年3月29日（火曜日）には、翌30日に最終回を迎える『キャスト』において、45年にわたる当番組の歴史と放送期間中の道上の活動・生活を振り返る特集「ラジオのリスナーとともに…駆け抜けた45年　おはようパーソナリティ・道上洋三です」を16:30前後に放送した。道上が2019年度に「道上さんの中継」（毎週金曜日の当番組終了後に放送されていた生中継企画）のリポーターを務めていたことや、古川が最終回まで長らくサブキャスターを担当していたことや、当番組の元・ディレクターが『キャスト』の最終盤にスタッフとして携わっていたことによるもので、制作に際してはスタッフが3月14日（火曜日）と最終回（25日）に当番組を放送中のスタジオを撮影。14日放送分のパーソナリティ代理であった伊藤史隆と、最後のパーソナリティであった小縣へのインタビューも収録した。
  - 実際の放送では、以上の映像に加えて、45年の歴史を物語る写真や生放送・イベントの映像、脳梗塞を発症する前の道上へのインタビュー映像、『虹へ』の歌詞を紹介する映像、中邨・武田・古川による『虹へ』の歌唱レコーディング映像、道上について妻（熊谷瞭子）が自宅で語ったインタビューの映像などで構成。『キャスト』最終サブキャスターの1人で、「道上さんの中継」『道上洋三の健康道場』で道上と共演していた津田がナレーションを付けた。なお、この企画の最後には、古川がスタジオから『おはようパーソナリティ古川昌希です』のスタートを告知している。

### ラジオ
- 朝日放送ラジオの『ABCヤングリクエスト』（道上が当番組の開始前に初代のパーソナリティを務めた深夜番組）でリスナー参加の富士登山企画を実施した時期には、パーソナリティとして同行していた朝日放送のアナウンサーが、当番組の放送中に富士山の5合目から中継リポートを送っていた。
- 2009年11月8日には、朝日放送（当時）・毎日放送の両局によるコラボレーション企画として、『ありがとう浜村淳です』のパーソナリティ・浜村淳と道上によるトークショーが第七藝術劇場（大阪市淀川区）で実現。その模様が、同月23日に両局で放送された。
  - 朝日放送では19:30 - 20:00に、土谷多恵子の進行で「誰がとめるねん!?　道上洋三vs浜村淳」として放送。毎日放送では20:00 - 20:30に、桜井一枝[64] の進行で、「浜村淳＋道上洋三　ラジオトップ対談」として流された。両局が同じ内容の番組をリレー形式で放送したり、道上の声が毎日放送から流れたりしたのは、いずれも異例のことである。

### ストリーミング配信・新聞
2011年（平成23年）10月からは、道上が縁の深い著名人と対談する収録企画「堂々上々 道上洋三が行く」を、月に1回「話のダイジェスト」「話のマーケット」で放送。放送終了後に、Webioと公式サイトからインターネット向けに音源を配信していた。Webio上では、放送済みの音源を毎月更新していた。その一方で、公式サイトでは、過去の配信分を含めたすべての音源を公開している。
企画タイトルの「堂々上々」は、「道上が対談相手と縁の深い場所へ出向く」という対談のスタイルに、道上の苗字を掛けている。また、配信開始と同時に、『朝日新聞』関西版の夕刊（配信回によっては朝刊）に当番組の特集ページを1ページ新設。月に1回のペースで、「堂々上々 道上洋三が行く」の収録の模様や、当番組で紹介したメッセージから道上が特に印象に残った内容などを掲載していた。
2014年（平成26年）3月で企画を終了。対談に登場したゲストは、合計で28名に達した。

## 派生番組『道上洋三の健康道場』シリーズ

### 『道上洋三の健康道場』
2014年10月からは、当番組内で「健康道場」の放送を継続するとともに、同コーナーから派生したサンスター1社提供の単独番組『道上洋三の健康道場』の放送を開始。「健康道場の師範」と称する道上が、ゲストを交えながら、これまでの人生で培った健康へのこだわりを語り合う。また、リスナーからの健康相談や時候・地元の話題に関するメッセージを紹介するほか、リクエスト曲も随時放送する。
アシスタントに当たる「筆頭門下生」には、番組開始当初、朝日放送アナウンサー（当時）の川添佳穂を起用。番組後半のインフォマーシャルコーナーでは、単独（2015年度からは道上と共同）で進行役を務めていた。2014年入社の川添が、ラジオの全国ネット番組にレギュラーで出演するのは初めてだったが、2016年4月放送分からアシスタントを先輩アナウンサーの乾麻梨子に交代。乾が第1子の懐妊に伴う産前産後休暇に入ったため、2017年10月21日放送分からは、同年入社の後輩アナウンサー・津田理帆が「筆頭門下生」を務める。津田にとっては、テレビ・ラジオを通じて、当番組が入社後初めてのレギュラー番組であった。道上と津田は、2019年4月から2020年3月まで、『キャスト』（朝日放送テレビが平日の夕方に関西ローカルで放送中の報道・情報番組）金曜日16時台「道上さんの中継」でもリポーターとして共演していた。
ネット局と放送時間は以下のとおり。番組の開始当初は、ネット局の所在地と略称をオープニングで全て紹介していた。基本として朝日放送本社（大阪市福島区）のラジオスタジオで収録するが、ゲストの都合などで収録場所を変更することがある。2015年2月からは、CBCラジオの本社スタジオ（名古屋市）を皮切りに、ネット局を窓口にした全国各地での公開収録を順次実施していた。
道上が髄膜腫の放射線治療を伴う長期休暇に入っていた2018年7月・8月にも、休暇前に収録した内容を順次放送。2019年9月最終週でネット全局での放送を終了したが、当番組自体は、同年10月以降も関西ローカル番組として続いていた。
2020年1月からは、関西地方限定で公開収録も再開していた。その一方で、前述した事情で道上が4月20日から5月22日まで『おはパソ』へのスタジオ出演を見合わせることに伴って、5月2日放送分から当番組の収録方法を暫定的に変更。道上は『おはパソ』と同様に自宅からスカイプ、ゲストはスタジオか滞在先からの電話で出演したため、スタジオでの進行役を津田が一手に担った。このような方法で収録された5月16日・23日放送分には、『おはパソ』でパーソナリティ代理を何度も経験している伊藤史隆を、朝日放送テレビの現役アナウンサーから初めて「ゲスト」に迎えている。
2021年4月3日放送分からは、「筆頭門下生」を津田から先輩アナウンサーの武田和歌子に交代。道上が9月11日（土曜日）に脳梗塞の発症で入院してから（同月18日以降の放送分）については、武田が単独で進行している。実際には、道上同席の下で収録済みのインタビュー音源を9月中に順次流していたが、10月から2022年3月26日（『おはようパーソナリティ道上洋三です』終了の翌日）までは武田が単独でインタビューに臨んだ模様の音源を放送している。
朝日放送（ABC）ラジオでは、『おはようパーソナリティ道上洋三です』終了の翌週（2022年4月2日）以降も、当番組の放送を続けていた。この日の放送から伊藤をメインパーソナリティに迎えたものの、伊藤の後輩に当たる武田も、アシスタントに復帰したうえで出演を継続。番組の終盤に放送されるサンスターからのインフォマーシャルも、道上の休演前に武田とのコンビで収録した音源から、伊藤・武田コンビによる新録音源に変更された。ただし、道上の体調が回復した場合に当番組のパーソナリティへ復帰させることを想定しているため、同日以降も番組のタイトルに道上の氏名を残す一方で、タイムテーブルなどでは伊藤を「（道上の）代演」として扱っている。また、道上の体調を随時報告するほか、番組のテーマを「心の健康」や「（道上と同じく）リハビリへ取り組んでいるリスナーへの激励」にも拡大。さらに、2022年4月から偶数月に毎週「二村知子さんの今週の一冊」（大阪市中央区の隆祥館書店店主で元・女子シンクロナイズドスイミング日本代表選手の二村が「街の本屋」での購入を勧めたい新刊書を毎回1冊紹介する企画）、同年5月から奇数月に毎週「川柳道場」（「健康」に関する川柳をリスナーから募集したうえでその一部を伊藤と武田が詠む企画）を番組の後半に編成している。
2022年9月10日放送分では、伊藤が体調不良を理由に進行パートの収録への参加を見合わせたことに伴って、武田が単独で進行する体制を半年振りに復活。前週（3日）に「前編」を放送していた岩出雅之（帝京大学のスポーツ局長で元・ラグビー部監督）・伊藤・武田の鼎談については、武田が「同年8月1日（月曜日）に収録済み」との断りを入れたうえで、当初の予定に沿って「後編」の収録音源を流した。なお、伊藤自身は大事に至らず、2022年9月17日放送分から進行パートにも復帰。逆に、武田は椎間板ヘルニアの再発に伴って2022年の11月下旬から1ヶ月ほど静養していたため、12月3日・10日・17日の放送分の進行パートと12月24日・2023年1月7日放送分のゲストパートについては伊藤が単独で担当している（武田が静養前の収録に同席していた鼎談と「二村知子さんの今週の一冊」の音源は当初の予定どおりに放送）。
道上に復帰の目途が立っていないことから、伊藤にとって朝日放送テレビの正社員定年翌日（嘱託扱いの「シニアアナウンサー」就任日）に当たる2023年4月1日で放送を終了。『あすは日曜 道上です!』の開始（1975年5月3日）から48年近くにわたって朝日放送（ラジオ）で放送されてきた道上のレギュラー冠番組が、編成上姿を消した。なお、翌週（4月8日）からは後述する『健康道場プラス』がスポンサーと放送枠を引き継いでいるが、伊藤・武田とも出演していない。

#### ネット局
| 放送対象地域 | 放送局                | 放送期間                      | 放送時間           | 備考       |
| ------------ | --------------------- | ----------------------------- | ------------------ | ---------- |
| 近畿広域圏   | 朝日放送ラジオ（ABC） | 2014年10月4日 -               | 土曜 7:00 - 7:30   | 制作局     |
| 北海道       | 北海道放送（HBC）     | 2014年10月4日 - 2019年9月28日 | 土曜 7:00 - 7:30   | 同時ネット |
| 山梨県       | 山梨放送（YBS）       | 2014年10月4日 - 2019年9月28日 | 土曜 7:00 - 7:30   | 同時ネット |
| 静岡県       | 静岡放送（SBS）       | 2014年10月4日 - 2019年9月28日 | 土曜 7:00 - 7:30   | 同時ネット |
| 宮城県       | 東北放送（TBC）       | 2014年10月4日 - 2019年9月28日 | 土曜 6:30 - 7:00   | 先行ネット |
| 中京広域圏   | CBCラジオ（CBC）      | 2014年10月4日 - 2019年9月28日 | 土曜 6:30 - 7:00   | 先行ネット |
| 広島県       | 中国放送（RCC）       | 2014年10月4日 - 2019年9月28日 | 土曜 6:30 - 7:00   | 先行ネット |
| 福岡県       | RKB毎日放送（RKB）    | 2014年10月4日 - 2019年9月28日 | 土曜 6:30 - 7:00   | 先行ネット |
| 岡山県       | RSK山陽放送（RSK）    | 2014年10月4日 - 2019年9月28日 | 土曜 8:20 - 8:50   | 遅れネット |
| 関東広域圏   | TBSラジオ（TBS）      | 2014年10月5日 - 2019年9月29日 | 日曜 12:00 - 12:29 | 遅れネット |

上記の局では、『サンスター 文化の泉 ラジオで語る昭和のはなし』（TBSラジオの制作で2019年4月から2023年3月まで放送。2020年3月までのタイトルは『ラジオで語る昭和の文化』改題）も放送。その縁で、当番組では関西ローカル番組へ移行後の2021年6月12日・19日放送分で宮崎美子（同年4月から『昭和のはなし』のパーソナリティを担当）をゲストに迎えている。

#### ゲストコーナー
各界の著名人に対して道上→伊藤と筆頭門下生が健康法などを訊くインタビュー企画で、主に2週にわたって番組の前半に放送。道上が出演していた時期には、『おはようパーソナリティ』などの番組やイベントで共演した経験を持つ人物をゲストに招くことが多かった。また、ネット局の放送エリアで公開収録を実施していた時期には、当該局を代表するラジオパーソナリティを公開収録のゲストに迎えていた。
道上が出演していた時期には、ゲストを招かずに、「トーク道場」（道上がトークの極意や健康法などを披露する企画）を編成することがあった。いずれの場合にも、公式サイト内「番組アーカイブ」ページ からのオンデマンド配信を通じて、当コーナー限定で放送済みの音源を、本放送後から3ヶ月間聴取できる。
2019年の夏には、道上の希望で30年ほど前から『おはようパーソナリティ』に電話で随時出演していた中村哲 (医師)が、『健康道場』の収録で道上と初めて対面。その模様を、同年9月（ABCラジオでの放送日は14日・21日）の『健康道場』で放送した。しかし、中村は放送後の同年12月4日に、ペシャワール会の代表として活動していたアフガニスタンの東部で銃撃によって73歳で急逝。ABCラジオでは、この訃報を受けて、中村出演時の収録音源を中心に構成した追悼特別番組『ペシャワール会の奇跡～中村哲氏を偲んで～』を同月6日（日曜日）の16:30 - 17:00に関西ローカルで放送した。

### 『Sunstar presents 浦川泰幸の健康道場プラス』
「聴くだけで 健康増進 その1歩」というコンセプトの下に、浦川の冠番組としてリニューアル。浦川が『おはよう朝日です』平日版の総合司会時代にリポーターを務めていた仲みゆき（パートナーズ・プロ所属のタレント）をアシスタントに迎えている。
上記のコンセプトには「リスナー（浦川曰く『お客様』）が『健康の増進』や『病気の予防』に向かうための第一歩になるような番組でありたい」との願いが込められていて、番組の方向性とテーマソングを『道上洋三の健康道場』から一新。「お客様」が実践や行動に移したくなるような情報の提供に重点を置く。
その一方で、矢野燿大（朝日放送テレビの野球解説者で2022年まで阪神の一軍監督を4年間歴任）を皮切りにゲストを毎回迎えるなど、『道上洋三の健康道場』時代の番組構成をほぼ踏襲。1人のゲストを迎えて収録した対談の音源を2回にわたって放送しているほか、『道上洋三の健康道場』で偶数月に編成されていた「二村知子さんの今週の一冊」についても、聞き手を浦川と仲に代えたうえでリニューアルの初月（2023年4月）から放送を再開している。番組内に挿入されているSunstar（サンスター）のインフォマーシャルも、出演者が伊藤・武田コンビから浦川・仲コンビに代わっただけで、伝える情報や文言はほぼ変わっていない。
『道上洋三の健康道場』では奇数月に放送されていた「健康川柳」については、2023年5月から「関西お手軽散歩」（関西地方で手軽に散歩しやすいスポットから毎週1ヶ所の情報を浦川が紹介する企画）に変更。同年7月からは、薬膳料理がベースのレシピを国際薬膳学院の赤堀真澄学院長が紹介する「健康アレンジレシピ」を、奇数月に一時編成していた。同年10月からは、『道上洋三の健康道場』時代に随時実施していた公開収録を再開。2024年の4月以降は、「二村知子さんの今週の一冊」や「健康アレンジレシピ」の放送を休止する一方で、リスナーから寄せられたメッセージ（前回放送分の感想や健康に関する習慣など）をオープニングトークの中と後半で紹介している。
朝日放送ラジオによれば、『道上洋三の健康道場』から当番組へのリニューアルは「（2022年度末時点での）現状を総合的に判断した結果」とのことで、『スポーツニッポン』からの取材に対して「（『道上洋三』の名を番組のタイトルから外しても）道上の復帰を待つ姿勢は変わらない」と説明している。
2024年10月5日からは、放送時間を変えないまま、放送の順番を『サクサク土曜日 中邨雄二です』（『道上洋三の健康道場』時代から後枠に編成されていた生ワイド番組）と入れ替え。当番組を毎週土曜日の9:30 - 10:00、『サクサク土曜日』を7:00 - 9:30に放送している。ちなみに、変更後の放送枠は『征平・吉弥の土曜も全開!!』（桑原征平と桂吉弥がパーソナリティを務める10:00スタートの生ワイド番組）の直前に組み込まれたため、変更後の初回（10月5日放送分）には桑原・第2回（同月12日放送分）には吉弥がゲストで出演。また、当番組が終了してから『土曜も全開!!』が始まるまでの間（9:59）にも、サンスターのCM2本（ヒロ寺平のナレーションによる40秒CMと浦川のアナウンスによる時報CM）が放送されるようになった。

## その他
- 2019年3月までは、菊正宗酒造のCM（西田佐知子が歌う「初めての街で」をBGMに盛り込んだバージョン）をカウキャッチャー扱いで長らく流していた。同年4月以降は、他番組の宣伝や、朝日放送が主催（または後援）するイベントのCMが組み込まれている。
- オープニングを中心に、道上がアシスタントに対して居住地や出身地を弄ることも多かった。